# Византийский флот
Византийский флот являлся прямым продолжением древнеримского флота, но играл бо́льшую роль в обеспечении обороноспособности и выживания государства. Хотя флот Римской империи за свою историю сталкивался с несколькими большими морскими угрозами, его роль во внутренних конфликтах империи была значительно меньше по сравнению с ролью римских легионов, в то время как для Византии, которую некоторые историки называют «морской империей», контроль над морем имел жизненно важное значение.
Первой угрозой римской гегемонии в Средиземноморье стали в V веке вандалы, но она была ликвидирована в результате войн Юстиниана I в VI веке. Восстановление постоянно действующего флота и появление нового типа кораблей — дромонов — в этот же период отмечают точку, когда византийский флот начал отходить от римского образца и приобрёл особые черты. Этот процесс ускорился с началом мусульманского завоевания в VII веке. После потери Леванта и Африки Средиземное море превратилось из «Римского озера» в арену борьбы между византийцами и арабами. В этой борьбе византийский флот играл важнейшую роль не только в защите обширных владений империи вокруг Средиземноморского бассейна, но и в отражении морских нападений на столицу империи — Константинополь. С помощью незадолго до того изобретённого «греческого огня» — наиболее известного и опасного секретного оружия византийского флота — ему удалось отбить несколько осад Константинополя и одержать победы в многочисленных морских сражениях.
Первоначально защита византийского побережья и подходов к Константинополю легла на плечи флота карабисиан. Постепенно, однако, он был поделён на несколько региональных (фемских) флотов, в то время как центральный Имперский флот базировался в Константинополе, защищая город и являясь основой формирования главных морских экспедиций. К концу восьмого века византийский флот представлял собой хорошо организованную, постоянную силу доминирующей морской державы в Средиземноморье. Противостояние с мусульманским флотом продолжалось в VII—X веках с переменным успехом, пока в X веке византийцы не восстановили своё господство в Восточном Средиземноморье
В XI веке военно-морской флот, как и вся Византийская империя, начал приходить в упадок. Столкнувшись с новыми военно-морскими вызовами со стороны Запада, византийцы всё чаще вынуждены были полагаться на флоты итальянских городов-государств, таких как Венеция и Генуя, что оказало катастрофическое воздействие на экономику Византии и её суверенитет. После кратковременного периода восстановления при Комнинах последовал ещё один период упадка, который завершился падением империи в 1204 году в результате Четвёртого крестового похода. После восстановления империи в 1261 году несколько императоров династии Палеологов пытались возродить флот, но их усилия имели только временный эффект. К середине XIV века византийский флот, который когда-то мог выставить сотни военных кораблей, был в лучшем случае ограничен несколькими десятками единиц, и контроль над Эгейским морем окончательно перешёл к итальянскому и османскому флотам. Однако ослабленный флот действовал до падения Византийской империи в 1453 году.

## Боевая история

### Ранний период

#### IV—V века. Гражданские войны и вторжения варваров

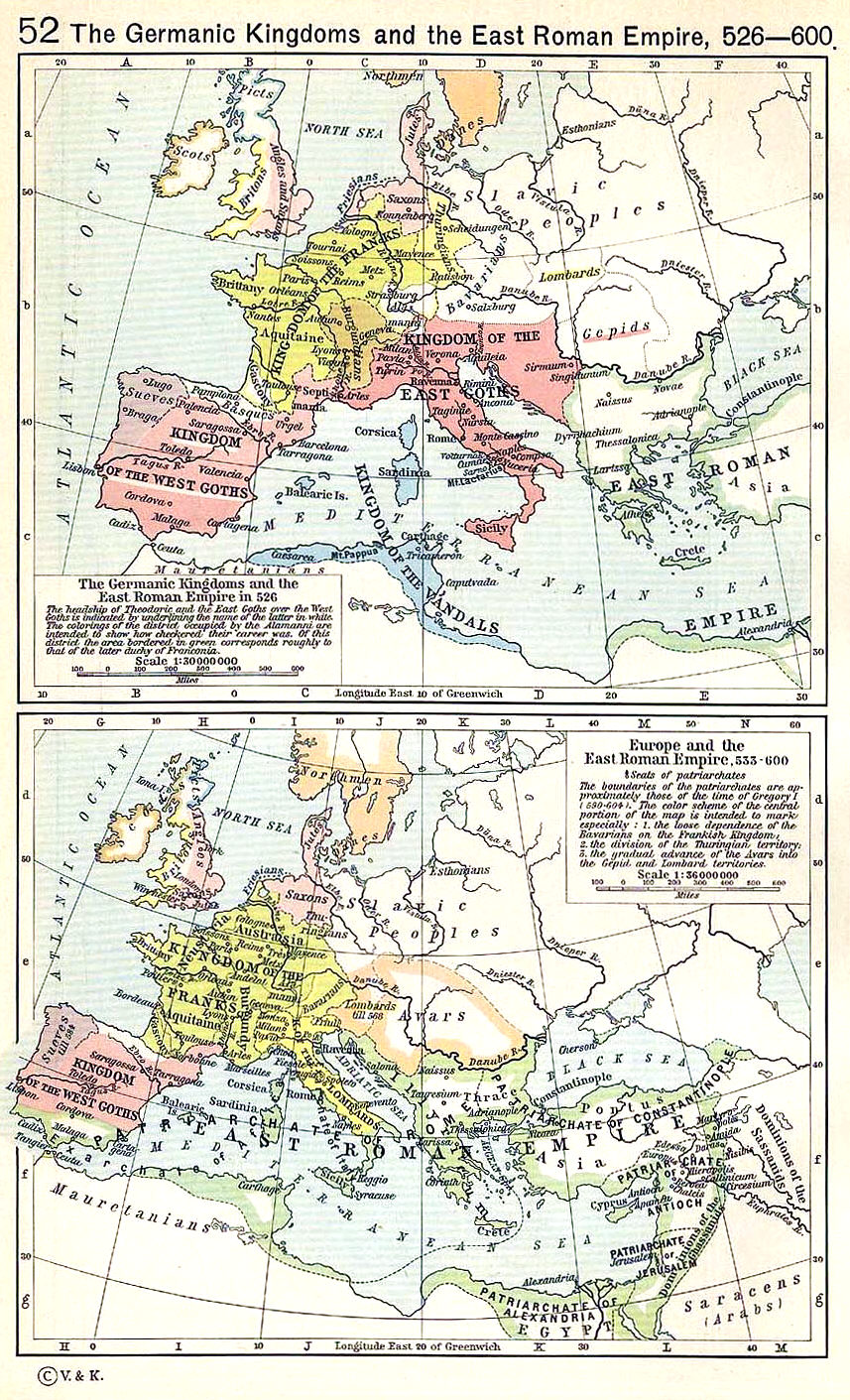
К концу V века западная часть Средиземноморья попала в руки варварских королевств. В результате завоеваний Юстиниана I контроль над всем морем был восстановлен. Гегемония византийцев продолжалась до начала мусульманских завоеваний во второй половине VII века

После битвы при Акциуме в 31 году до н. э., в связи с отсутствием какой-либо внешней угрозы в Средиземном море, римский флот выполнял главным образом функции охраны и сопровождения. Массовых морских сражений, которые случались во время Пунических войн, больше не происходило, и римский флот состоял из относительно мелких судов, лучше всего подходивших для выполнения новых задач. К началу IV века размер римского флота сократился настолько, что когда в 324 году в битве при Геллеспонте сошлись флоты императоров Константина I Великого и Лициния, то они в значительной степени состояли из вновь построенных или реквизированных в портах Восточного Средиземноморья кораблей. Гражданские войны IV и начала V века вызвали возрождение военно-морской деятельности. В ходе войн флоты в основном были заняты транспортировкой войск. В течение первой четверти V века значительные военно-морские силы были по-прежнему заняты в Западном Средиземноморье, особенно у берегов Северной Африки. Римской гегемонии в Средиземноморье, однако, был брошен вызов, когда в течение всего пятнадцати лет Африка была захвачена вандалами.
Со стороны королевства вандалов, образованного на территории Карфагена, под руководством короля Гейзериха сразу же начались набеги на побережье Италии и Греции и даже захват и разграбление Рима в 455 году. Набеги вандалов продолжались в течение следующих двух десятилетий, несмотря на неоднократные попытки римлян противодействовать им. Западная Римская империя была бессильна, её военно-морской флот почти сошёл на нет, но восточные императоры по-прежнему боролись за морскую гегемонию в Восточном Средиземноморье. Первая морская экспедиция Восточной Римской империи в 448 году, однако, не пошла дальше Сицилии. В 460 году западный римский император Майориан собрался совершить поход на вандалов. Он набрал войско из варваров в Галлии и подготовил в мае 460 года флот вторжения из 300 кораблей в гавани Нового Карфагена в Испании. Однако внезапным рейдом вандалы захватили его, а ещё прежде в месте предполагаемой высадки они разорили всю местность и испортили источники воды.
Наконец, в 468 году восточный римский император Лев I Макелла совместно со своим ставленником на троне Западной Римской империи Прокопием Антемием организовал очередную экспедицию против вандалов. Под командой консула Василиска был собран огромный флот, насчитывающий, по некоторым данным, 1113 судов и около 100 тысяч солдат. Первоначально удача сопутствовала имперским силам: вандальский флот был рассеян Василиском у Сицилии, Ираклий захватил Триполи и другие города в Ливии, а Марцеллиан занял Сардинию. Когда Василиск высадился в Африке приблизительно в 60 километрах от Карфагена, Гейзерих вступил с ним в переговоры, попросив 5 дней для принятия мирных предложений. За это время он подготовил корабли и, используя попутный ветер, атаковал ночью скученный в гавани византийский флот брандерами (горящими судами). Разгром византийцев довершило нападение флота вандалов под командованием Гензона, сына Гейзериха. Около 600 судов было уничтожено вандалами, а финансовые затраты на экспедицию, составившие около 40 тонн золота, практически привели империю к банкротству. Это заставило римлян прийти к соглашению с Гейзерихом и подписать мирный договор. Однако после смерти Гейзериха в 477 году угроза от вандалов сошла на нет.

#### VI век.Юстиниан Iвосстанавливает контроль над Средиземным морем
VI век был отмечен возрождением римской военно-морской мощи. В 508 году, когда вспыхнул конфликт с остготским королевством Теодориха, император Анастасий I (491—518) направил флот в составе 200 кораблей в рейд к берегам Италии. В 515 году, когда военачальник Виталиан восстал против императора Анастасия I, повстанцам удалось собрать флот из 200 кораблей. Несмотря на первоначальные успехи, флот повстанцев был разбит адмиралом Марином, который при ведении боевых действий активно использовал зажигательные вещества (возможно, прототип «греческого огня»).
В 533 году, воспользовавшись отсутствием флота вандалов, задействованного в подавлении восстания на Сардинии, византийский флот вторжения, состоявший из 92 дромонов и 500 транспортных судов, перевёз к берегам Африки армию под командованием Велисария в составе 15 тысяч солдат, начав вандальскую войну, первую из завоевательных войн Юстиниана I. В ходе этой десантной операции, ставшей возможной благодаря контролю средиземноморских путей, флот играл важную роль в подвозе снабжения и подкреплений для византийских экспедиционных войск и гарнизонов. Этот факт не ускользнул от противников византийцев. Ещё в 520-е годы Теодорих планировал построить огромный флот и направить его против византийцев и вандалов, но его смерть в 526 году помешала осуществить эти планы. В 535 году византийцы начали Готскую войну с наступления по двум направлениям. Одна из армий под командованием Велисария при помощи флота высадилась на Сицилии, а затем в Италии, а вторая армия начала наступление в Далмации. Контроль византийцев над морем имел большое стратегическое значение, позволив небольшой византийской армии в 540 году успешно захватить Апеннинский полуостров.
В 541 году, однако, новый король остготов Тотила, собрав флот из 400 кораблей, стал значительной силой в морях вокруг Италии, поставив под угрозу гегемонию Византии на Средиземном море. Дважды византийский флот был разбит недалеко от Неаполя — в 542 году и в 546 году. Велисарий лично командовал флотом из 200 судов, действующим против готского флота, который блокировал устье Тибра в безуспешной попытке освободить Рим. В 550 году Тотила высадился на Сицилию, а в течение следующего года с помощью флота из 300 кораблей захватил Сардинию и Корсику, совершил рейд на Корфу и побережье Эпира. Однако поражение в морском сражении у Сены Галльской положило конец его претензиям на господство в Средиземном море. После окончательного завоевания Италии и южной Испании при Юстиниане Средиземноморье вновь стало «Римским озером».
Несмотря на последующую потерю значительной части Италии, которая перешла к лангобардам, византийцы смогли сохранить контроль над морями, и так как лангобарды редко отваживались противостоять им на море, то византийцам удалось сохранять и несколько прибрежных итальянских территорий в течение следующих столетий. Единственное крупное сражение византийского флота в следующие 80 лет произошло во время осады Константинополя объединёнными силами сасанидов, аваров и славян в 626 году. Во время осады флот славян, состоявший из моноксилов, был перехвачен и уничтожен византийским флотом, что лишило персидскую армию возможности переправиться через Босфор и конечном итоге заставило аваров отступить.

### Борьба с арабами

#### Появление арабской военно-морской угрозы

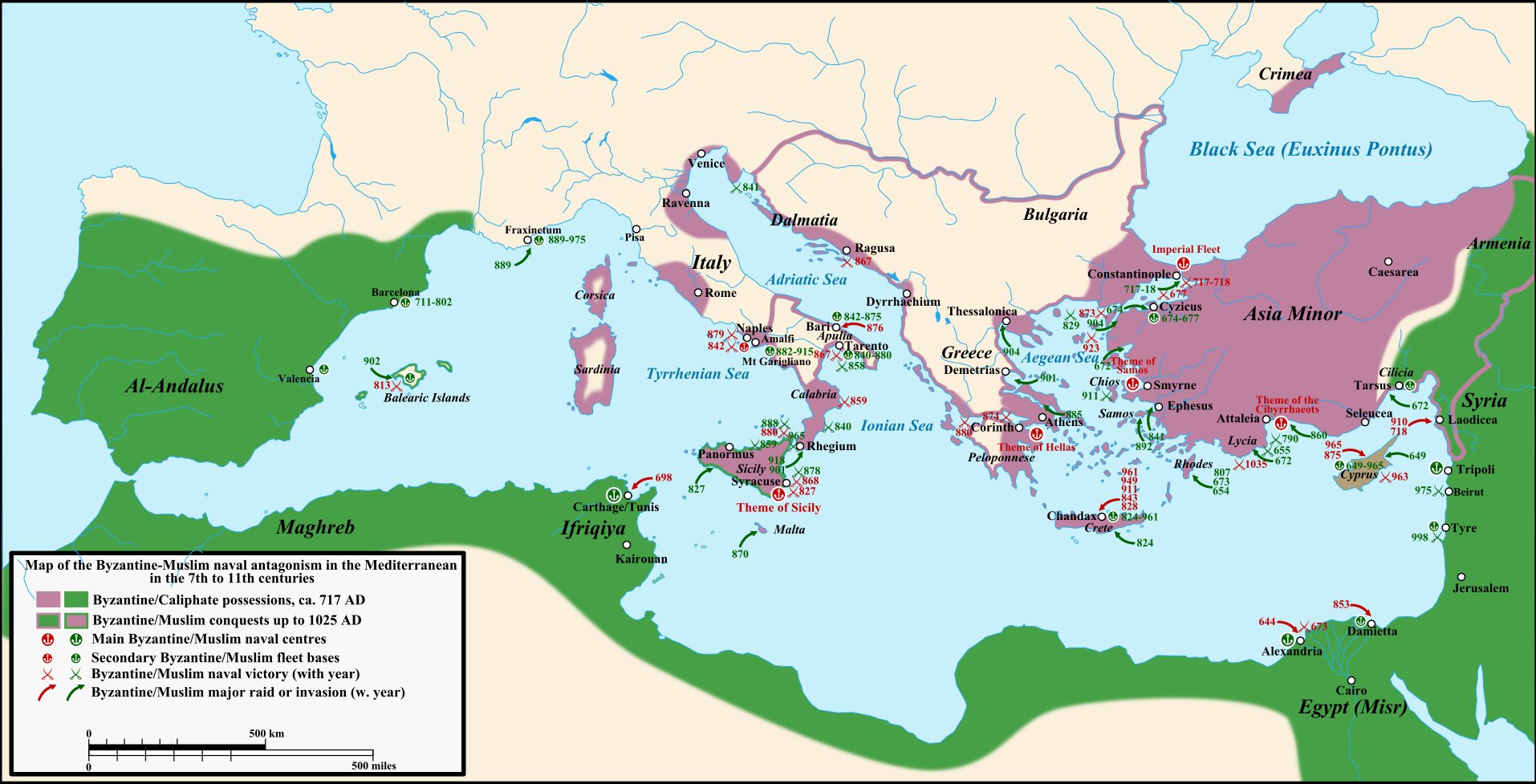
Карта византийско-арабских военно-морских операций и сражений в Средиземном море в VII—XI веках

Завоевание мусульманами Сирии и Египта в 640-х годах создало новую угрозу Византии. Мало того, что арабы лишили византийцев областей, приносящих доход и значительную часть новобранцев в армию и флот, но и, убедившись после недолгого возвращения византийцами Александрии на период 12 сентября 645 года — лето 646 года в полезности собственных военно-морских сил, принялись за создание собственного флота. В этой работе мусульманские правители, выходцы из сухопутной северной части Аравийского полуострова, в значительной степени опирались на ресурсы и рабочую силу завоёванного Леванта (особенно коптов Египта), который ещё несколько лет назад предоставлял суда и экипажи для византийцев. Существуют, однако, свидетельства, что к работе в новых военно-морских базах в Палестине были также привлечены корабелы из Персии и Ирака. Отсутствие иллюстраций, изображающих военные корабли мусульман, ранее XIV века не позволяет судить о специфике их ранних кораблей, хотя предполагается, что они опирались на существовавшие средиземноморские морские традиции. Учитывая общность в значительной степени навигационной номенклатуры, многовековое взаимодействие двух культур, у византийских и арабских судов было много схожего. Это сходство распространялось и на тактику и общую организацию флота. Кроме того, переводы византийских военных руководств были доступны для арабских адмиралов.
«В это время зодчий Каллиник, прибежавший к римлянам из Гелиополиса Сирийского, морским огнём, который им изобретён, сожёг им и корабли и всё дышущее. Таким образом римляне возвратились с победою и изобрели морской огонь».
После захвата Кипра в 649 году и рейдов на Родос, Крит и Сицилию молодой арабский флот в 655 году нанёс византийцам сокрушительное поражение в «битве мачт» у Феникса в Ликии. Этот разгром византийского флота открыл Средиземное море для арабов и ознаменовал собой начало многовекового конфликта за контроль над средиземноморскими водными путями. В правление Муавии I (661—680) арабские набеги участились, кроме того, была проведена подготовка к нападению на сам Константинополь. В ходе продолжительной первой арабской осады Константинополя византийский флот показал себя как инструмент для выживания империи: арабский флот был побеждён благодаря использованию нового секретного оружия — «греческого огня». Арабское продвижение в Малой Азии и Эгейском море было остановлено, и вскоре после этого было заключено соглашение о тридцатилетнем перемирии.
В 680-е годы Юстиниан II (685—695 и 705—711) обратил внимание на нужды военно-морского флота — для его укрепления он переселил свыше 18,5 тысяч мардаитов вдоль южного побережья империи, где они использовались в качестве морских пехотинцев и гребцов. Тем не менее, арабская военно-морская угроза усилилась, поскольку арабы постепенно взяли под свой контроль всю Северную Африку в 680—690-е годы. Последний оплот византийцев, Карфаген, пал в 698 году. Византийцам в результате специальной военно-морской экспедиции удалось вернуть его, но ненадолго. Арабский наместник Муса ибн Нусайр построил новый город и военно-морскую базу в Тунисе и перевёз сюда 1000 коптских корабелов для строительства флота, который начал оспаривать византийскую гегемонию в западной части Средиземного моря. С начала VIII века мусульмане стали непрерывно совершать набеги на византийские владения в Западном Средиземноморье, особенно на Сицилию. Кроме того, новый флот позволил мусульманам завершить завоевание Магриба и успешно вторгнуться и захватить бо́льшую часть вестготской Испании.

#### Византийское контрнаступление

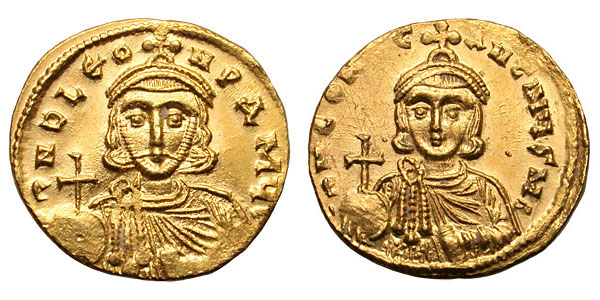
Император Лев III Исавр и его сын и преемник, Константин V. Они возглавляли борьбу византийцев против арабов, но в то же время вызвали серьёзные внутренние конфликты из-за своей иконоборческой политики

Византийцы были не в состоянии адекватно среагировать на арабское продвижение в Африке, так как в течение двух десятилетий, с 695 года до 715 года, были заняты внутренними распрями. Они совершали походы на свои бывшие земли на востоке, как, например, в 709 году против Египта, который захватил местный адмирал. Кроме того, они также были осведомлены о грядущем нападении арабов: в то время, когда халиф Валид I (705—715) готовил новое нападение на Константинополь, император Анастасий II (713—715) укрепляет столицу и проводит неудачный упреждающий удар против готовившегося арабского флота. Вскоре Анастасий был свергнут Феодосием III (715—717), затем во время наступления арабской армии через Анатолию Феодосия сверг Лев III Исавр (717—741). Лев III руководил византийцами во время последней арабской осады Константинополя. Использование греческого огня, который уничтожил арабский флот, вновь сыграло важную роль в византийской победе, когда суровая зима и набеги болгар подорвали силы осаждающих.
После снятия осады отступающие остатки арабского флота были уничтожены штормом, а византийские войска перешли в контрнаступление — флот осадил Лаодикею, а армия вытеснила арабов из Малой Азии. В течение следующих трёх десятилетий вооружённая борьба на море характеризовалась постоянными набегами с обеих сторон; византийцы неоднократно нападали на арабские военно-морские базы в Сирии (Латакия) и Египте (Дамиетта и Тиннис). В 727 году, недовольные иконоборческой политикой императора, подняли восстание фемские флоты. Восстание было подавлено имперским флотом с помощью активного использования греческого огня. Несмотря на потери кораблей в ходе восстания, около 300 военных кораблей участвовало в нападениях на Дамиетту в 739 и 747 годах. Впервые совместно с византийцами в военном походе участвовали корабли итальянских городов-государств. Византийцы нанесли решительное поражение объединённой эскадре сирийского и александрийского флотов у Кипра, разрушив военно-морскую мощь халифата Омейядов.
Вслед за этим византийцы разбили североафриканские флотилии и дополнили свои успехи на море, наложив серьёзные ограничения на арабских купцов. Учитывая возросшую мощь византийского флота, эти меры задушили арабскую торговлю на Средиземном море. С распадом империи Омейядов на несколько государств византийский флот остался единственной организованной военно-морской силой на Средиземном море. Таким образом, во второй половине VIII века для византийцев начался второй период полного превосходства на море. В этот период охранять сирийское побережье от набегов византийского флота являлось, по мнению арабов, более благочестивым делом, чем отстоять ночную молитву в Каабе. Эти успехи позволили императору Константину V Копрониму (741—775) перевести действующий флот из Средиземного в Чёрное море во время его войны против болгар в 760-х годах.
В 763 году флот из восьмиста судов перевёз 9600 всадников и пехотинцев в Анхиал, где они одержали значительную победу, но в 766 году второй флот, состоявший якобы из двухтысячи шестиста кораблей и направляющийся снова в Анхиал, затонул в пути. В то же время императоры из Исаврийской династии подорвали морские силы Византии: на тот момент угроза со стороны арабов уменьшилась, а иконофильские военно-морские фемы решительно выступали против иконоборческой политики императора, что заставило Исавров уменьшить размеры флота и тем самым снизить влияние морских фем.

#### Возобновление мусульманского господства

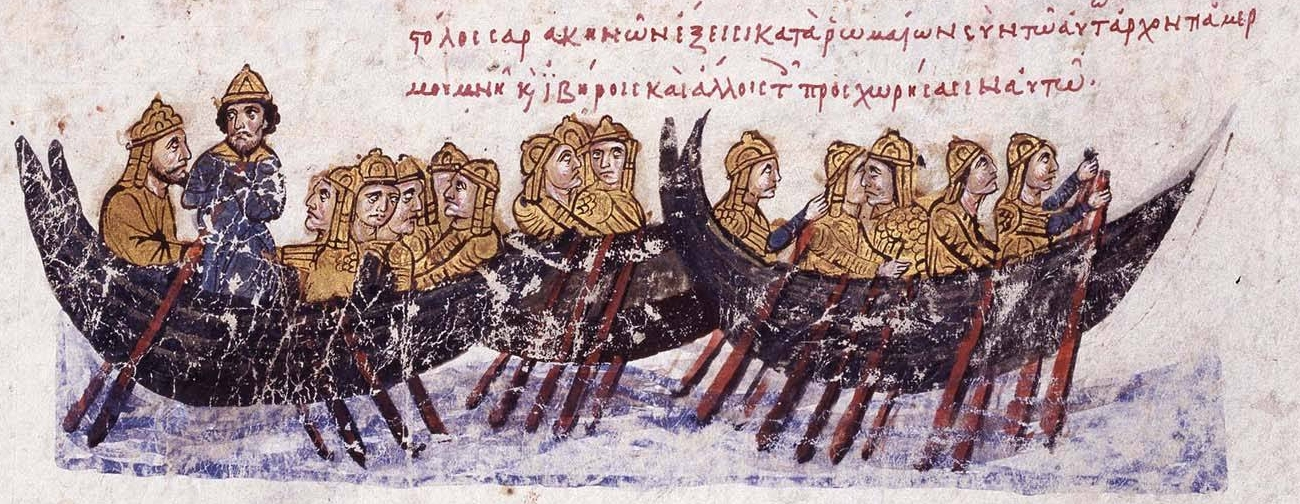
Пиратский флот сарацин направляется к Криту. Из рукописи Иоанна Скилицы

Эпоха византийской морской гегемонии продолжалась до начала IX века, когда череда катастроф сыграла на руку возрождающемуся арабскому флоту и открыла эпоху арабского господства. Уже в 790 году византийцы потерпели крупное поражение в заливе Анталья, а во времена правления Харуна аль-Рашида возобновились арабские набеги на Кипр и Крит. В Средиземноморском регионе появлялись новые силы — прежде всего империя Каролингов. Кроме того, в 803 году Нисефорский мир фактически признал независимость византийской Венеции, которая стала укрепляться после отражения византийского нападения в 809 году. Одновременно с этим начавшая править в Ифрикии династия Аглабидов сразу начала совершать набеги на всю центральную часть Средиземноморья.
Византийцы были ослаблены серией сильных поражений от болгар, а в последующем — восстанием Фомы Славянина в 820 году, которое потребовало привлечения значительной части византийской армии, в том числе и фемских флотов. Несмотря на то, что восстание было подавлено, оно сильно снизило обороноспособность империи. В результате между 824 и 827 годами Крит был захвачен группой андалусских пленных. Три византийские попытки отвоевать остров потерпели поражение, и в течение нескольких лет остров стал базой арабских пиратов в Эгейском море, радикально нарушив баланс сил в регионе. Несмотря на некоторые успехи византийцев против критских корсаров и разрушение Дамьетты византийским флотом из 85 судов в 853 году, арабская военно-морская мощь в Леванте неуклонно возрождалась под руководством Аббасидов.
«В это время […] арабы получили контроль над всем Средиземноморьем. Их власть и господство над ним были огромными. Христианские народы ничего не могли сделать против арабского флота».
Ещё хуже ситуация складывалась на Западе. Критический удар по империи был нанесён в 827 году, когда Аглабиды начали завоевание Сицилии, опираясь на бежавшего сюда византийского военачальника Евфимия и фемский флот острова. Несмотря на поражение под Сиракузами в 828 году, в 838 году арабы высадились в Италии, заняв Таранто и Бриндизи, а вскоре и Бари. Действия венецианцев против них не увенчались успехом, и на протяжении 840-х годов арабы свободно совершали набеги на побережье Италии и Адриатику и даже атаковали Рим в 846 году. Нападения со стороны лангобардов и Лотаря I также не смогли вытеснить арабов из Италии, а две попытки византийцев в 840 и 859 годах вернуть Сицилию закончились тяжёлым поражением. В 850-х годах арабский флот вместе с большим количеством независимых пиратов-гази стал мощной силой в Средиземном море, заставив византийцев и всех христиан перейти к обороне.
В тот же период, когда потрёпанная Византия защищалась от врагов со всех сторон, появилась новая, неожиданная угроза: впервые в византийской истории появились русы, заявив о себе во время рейда на Пафлагонию в 830-х годах, а затем после набега на Константинополь в 860 году.

### Византийская «Реконкиста» — Эра Македонской династии
Когда в конце IX и течение X веков халифат распался на несколько более мелких государств и арабская мощь ослабла, византийцы сумели провести несколько успешных кампаний против них. Эта «византийская Реконкиста» проходила во время правления Македонской династии (867—1056) и ознаменовала собой расцвет византийского государства.

#### Правление Василия I

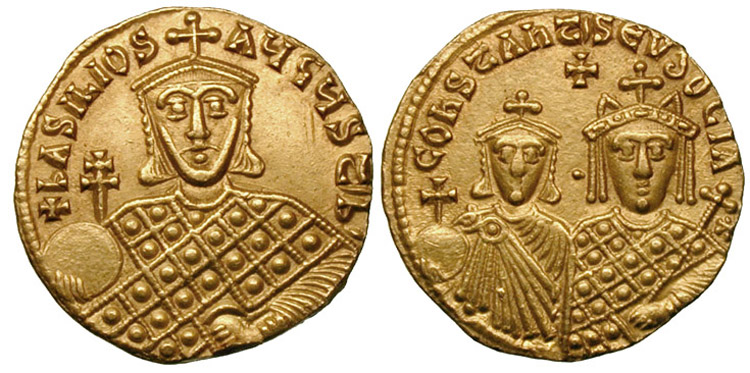
Золотой солид императора Василия I Македонянина. Его забота о флоте привела к нескольким успехам и заслужила долгую память моряков, обеспечившую их верность Македонской династии вплоть до правления его внука, Константина VII

Восхождение на престол императора Василия I (867—886) возвестило начало эпохи возрождения, так как новый император проводил агрессивную внешнюю политику. Продолжая политику своего предшественника, Михаила III (842—867), он уделил большое внимание флоту, и в результате последовало несколько важных побед. В 867 году флот под командованием друнгария Никиты Оорифы по просьбе жителей Дубровника прогнал осаждавших в течение 15 месяцев город арабов и восстановил византийское присутствие в этом регионе. Несколько лет спустя он дважды нанёс тяжёлое поражение критским пиратам, временно обезопасив Эгейское море. Также временно были возвращены Кипр и Бари. В то же время было усилено присутствие мусульман в Киликии, а Тарс стал главной базой арабов в правление эмира Юзмана ал-Хадима (882—891) для наземных и морских нападений на византийскую территорию.
На Западе арабы продолжали наступать, так как местных византийских войск оказалось недостаточно: империя была вынуждена полагаться на помощь своих номинальных итальянских вассалов, кроме того, чтобы достичь хоть какого-то успеха, пришлось прибегнуть к переброске восточного флота в Италию. После падения Энны в 855 году византийцы были ограничены восточным берегом Сицилии и находились под постоянным давлением арабов. Экспедиция, снаряжённая в 868 году для помощи своим войскам на Сицилии, не добилась успеха. В 869 году Сиракузы подверглись очередной атаке Аглабидов, а Мальта была взята ими в 870 году. Арабские пираты совершали набеги в Адриатическом море, и, хотя они были изгнаны из Апулии, в начале 880-х они создали сеть баз на итальянском западном побережье, откуда были полностью вытеснены лишь в 915 году. В 878 году Сиракузы, главная византийская крепость в Сицилии, была атакована ещё раз и пала, главным образом потому, что имперский флот занимался транспортировкой мрамора для строительства Неа Экклесиа, нового храма, построенного по приказу императора Василия. В 880 году преемник Оорифы, друнгарий Насар одержал крупную победу в ночном бою над тунисцами, совершавшими набег на Ионические острова. Затем он напал на Сицилию, захватив большую добычу после победы над ещё одной арабской флотилией у Пунта Стило. В это же время другая византийская эскадра одержала крупную победу у Неаполя. Эти успехи позволили провести византийцам непродолжительное контрнаступление против арабов на Западе в 870—80-х годах под командованием Никифора Фоки, закрепиться в Апулии и Калабрии, сформировать на этих землях Лонгобардскую фему, на основе которой позднее был сформирован катепанат Италии. Однако тяжёлое поражение у Милаццо в 888 году ознаменовало собой прекращение крупной военно-морской деятельности византийцев в морях вокруг Италии в течение следующего столетия.

#### Арабские набеги во время царствования Льва VI

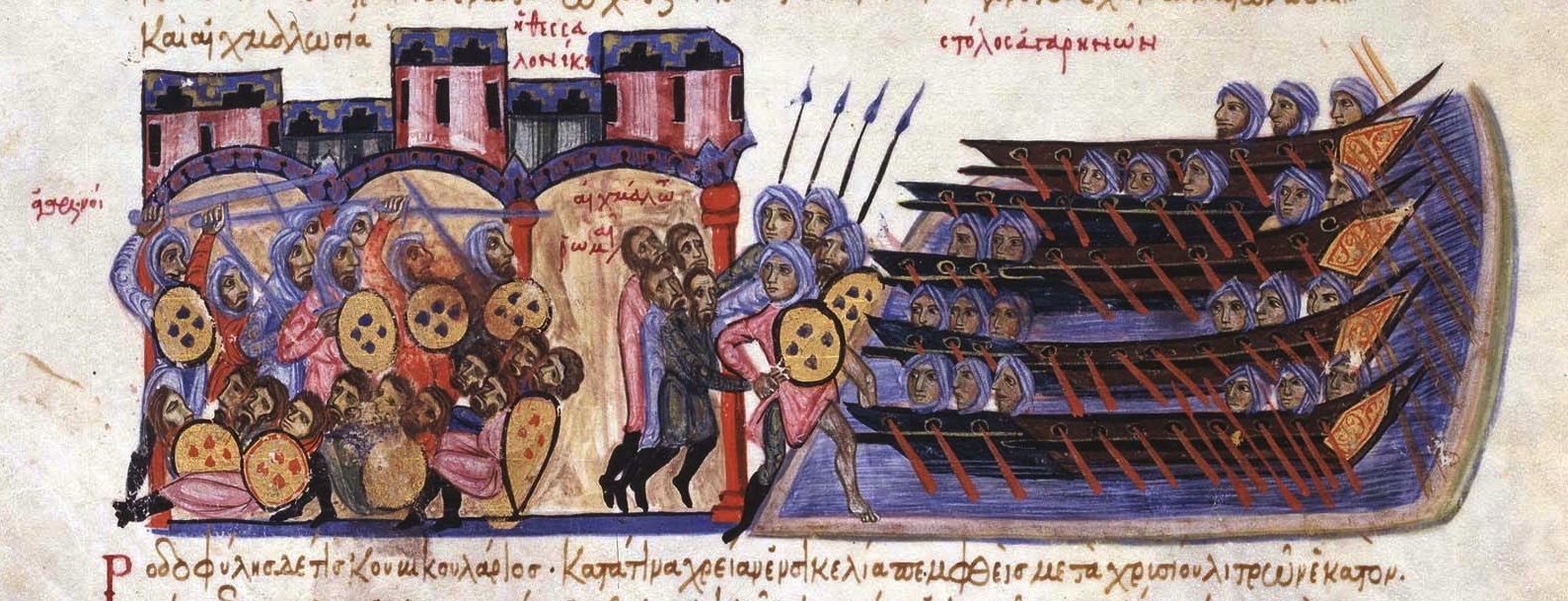
Осада Фессалоник арабами под руководством Льва Триполитанского. Самый серьёзный из новой волны пиратских набегов арабского флота в Эгейском море во время царствования Льва VI

Несмотря на успехи византийской политики при Василии, во время правления его преемника Льва VI Мудрого (886—912) империя вновь столкнулась с серьёзными угрозами. На севере шла война против болгарского царя Симеона, во время которой часть императорского флота в 895 году была использована для переправки армии венгров через Дунай для нападения на Болгарию. Болгарские войны привели к нескольким дорого обошедшимся поражениям, в то же время арабская военно-морская угроза достигла новых высот после того, как арабы начали совершать опустошительные набеги на побережье Эгейского моря — сердце Византийской империи. В 891 или 893 году арабский флот осадил остров Самос и захватил в плен его стратига, а в 898 году адмирал Рагхиб захватил в плен 3000 византийских моряков-кивирреотов. Эти потери расстроили византийскую оборону и открыли Эгейское море для набегов сирийского флота. Первый серьёзный удар по Византии был нанесён в 901 году, когда изменник Дамиан Тирский разграбил Деметриаду. В следующем году под ударами арабов пала Таормина, последний форпост империи на Сицилии. Сильнейшее поражение империя потерпела в 904 году, когда другой изменник, Лев Триполийский, совершил набег в Эгейское море. Его флот проник даже в Дарданеллы, после чего осадил второй по значению город империи — Фессалоники. Всё это время имперский флот бездействовал перед лицом превосходивших в численности арабов. Неудивительно, что оборонительное мышление преобладало и в написанной в то время «Навмахике» — императорском византийском руководстве по ведению морской войны.
Наиболее выдающимся византийским адмиралом того периода был логофет дрома Гимерий. Назначенный адмиралом в 904 году, он не успел предотвратить осаду Фессалоник, но уже в 906 году одержал свою первую победу, а в 910 году возглавил успешное нападение на Лаодикию в Сирии. Город был разграблен и разорён византийцами, которые не потеряли ни одного корабля. Однако год спустя огромная флотилия из 112 дромонов и 75 памфилов с 43 000 воинов, которая под командованием Гимерия отправилась в поход против Эмирата Крита, не только не освободила остров, но и на обратном пути попала в засаду и потерпела поражение от Льва Триполитанского у Хиоса.
Восстановление флота началось после 920 года. Случайно или нет, но в том же году на императорский престол второй (после Тиверия III) и последний раз в истории империи взошёл адмирал Роман I Лакапин (920—944). В результате в 923 году византийский флот нанёс у Лемноса решительное поражение Льву Триполитанскому, что вкупе с гибелью Дамиана при осаде византийской крепости в следующем году положило начало византийскому возрождению.

#### Возвращение Крита и Северного Леванта

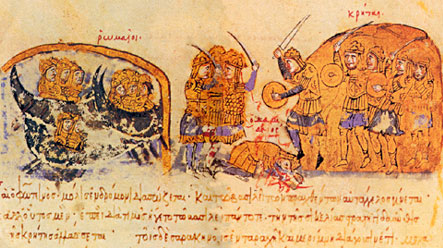
Освобождение Хандака, главной арабской крепости на острове Крит. Изображение из рукописи Скилицы. Никифор Фока возглавил большую десантную операцию, благодаря которой Крит был возвращён империи, тем самым обезопасив Эгейское море от угрозы пиратских набегов арабов

Растущая мощь византийского флота была показана в 942 году, когда император Роман I направил эскадру в Тирренское море. Используя греческий огонь, эскадра уничтожила флот арабских корсаров из Фраксинета. Однако в 949 году другой поход эскадры из 100 судов, направленных Константином VII (945—959) против Критского эмирата, из-за некомпетентности своего командира, Константина Гонгила, закончился катастрофой. Попытка нового наступления в Италии в 951—952 годах закончилась поражением от Аглабидов, но другая экспедиция в 956 году и потеря тунисского флота во время сильного шторма в 958 году временно стабилизировали ситуацию на полуострове. После восстания местного населения в 963—965 годах византийские экспедиционные силы освободили Таормину, но тяжёлое поражение от Фатимидов в Мессинском проливе в 965 году затормозило византийскую экспансию на Западе. До 1025 года, когда Византия вновь начала активно вмешиваться в дела в Южной Италии и на Сицилии, в морях вокруг Италии оставались лишь местные византийские силы и флоты итальянских государств.
На востоке в 956 году стратиг Василий Гексамилит нанёс сокрушительное поражение флоту Тарса, открыв дорогу для освобождения Крита. Этой операцией командовал Никифор Фока, который в 960 году отправился с флотом из 100 дромонов, 200 хеландиев и 308 транспортных судов, перевозивших в общей сложности 77 тысяч солдат, на освобождение острова. Освободив Крит, византийцы устранили прямую угрозу Эгейскому морю, сердцу морского могущества Византии, в то время как последующие походы Фоки привели к освобождению Киликии (в 963 году), Кипра (в 968 году) и северного побережья Сирии (в 969 году). Эти завоевания устранили угрозу со стороны некогда могущественного арабского сирийского флота, восстановив византийское господство в восточной части Средиземного моря, так что Никифор Фока мог похвастаться перед Лиутпрандом Кремонским: «Я — единственный начальник моря». В конце 990-х ещё случилось несколько набегов и морских сражений с флотом враждебных Фатимидов, но заключённые вскоре после этого мирные отношения сделали Восточное Средиземноморье относительно спокойным в течение нескольких десятилетий.
В этот же период византийский флот играл большое значение при военных действиях на Чёрном море. Флот русов, угрожавший Константинополю в 941 году, был уничтожен 15 поспешно собранными старыми кораблями, оборудованными греческим огнём. Важное значение византийский флот играл и во время русско-византийской войны 970—971 годов, когда Иоанн Цимисхий (969—976) послал 300 кораблей для блокады со стороны Дуная осаждённой в Доростоле дружины Святослава.

### Период Комнинов

#### Упадок в течение XI века
На протяжении большей части XI века византийский флот сталкивался лишь с несколькими внешними угрозами. Мусульманская угроза сошла на нет, так как их флот значительно сократился, и отношения между, например, Фатимидами и византийцами были в основном мирными. Последний арабский набег на территорию империи состоялся в 1035 году против Киклад. В следующем году арабский флот был разбит. Поход русов в 1043 году был легко отбит, и за исключением попытки вернуть Сицилию Георгием Маниаком другие крупные морские экспедиции не предпринимались. Этот длительный период мира и процветания неизбежно привёл к самоуспокоению и пренебрежению военной и морской мощью империи. Уже в царствование Василия II (976—1025) защита адриатического побережья была поручена венецианцам. Во время правления Константина IX (1042—1055) армия и флот были сокращены, поскольку служба в армии была заменена на возможность откупа, в результате чего увеличилась зависимость Византии от иностранных наёмников. Большие фемские флоты были сокращены и заменены небольшими эскадрами под командованием местных начальников, ориентированных в большей степени на подавление пиратства, а не на войну с серьёзными противниками.
К последней четверти XI века византийский флот демонстрировал лишь тень былого могущества, сильно сокращённый, недисциплинированный, руководимый некомпетентными командирами и постоянно нуждавшийся в средствах. Кекавмен в своём «Стратегиконе», написанном около 1078 года, сетует, что «под предлогом обычного патрулирования [византийские суда] делают не что иное, как перевозят пшеницу, ячмень, бобовые, сыр, вино, мясо, оливковое масло и деньги» между островами и побережьем Эгейского моря, в то же время они «бегут от [противника] прежде, чем даже увидят его». К этому времени, пишет Кекавмен, у византийцев появились новые мощные противники. На западе норманнское Королевство Сицилия изгнало византийцев из Южной Италии и с Сицилии, а затем положило глаз на византийское побережье Адриатического моря. На востоке поражение в битве у Манцикерта привело к потере Малой Азии, военного и экономического сердца Империи, что позволило туркам-сельджукам в 1081 году перенести свою столицу в Никею, всего в 70 километрах от Константинополя. Вскоре после этого турецкие и христианские пираты вновь появились в Эгейском море. К этому времени византийские фемские флоты, некогда представлявшие собой полицейские силы на море, были настолько истощены пренебрежительным отношением и непрекращающимися гражданскими войнами, что были не в состоянии дать им адекватный отпор.

#### Попытки возрождения Алексеем I и Иоанном II
Плачевное состояние византийского флота на тот момент привело к ужасным последствиям. Флот не смог предотвратить норманнское вторжение, и их отряды захватили Корфу, высадились и, не встретив сопротивления, заняли Эпир и осадили Диррахий, начав десятилетнюю войну, истощавшую и без того скудные ресурсы империи. Вступивший на престол Алексей I Комнин (1081—1118) был вынужден призвать на помощь венецианцев, которые уже в 1070-е отстаивали перед норманнами свои права на Адриатику и Далмацию. В 1082 году в обмен на их помощь он предоставил им большие льготы в торговле. Этот договор и последующее расширения этих привилегий практически сделали византийцев заложниками венецианцев (а позже генуэзцев и пизанцев).
Историк Джон Биркенмейр отмечал, что:

Отсутствие у Византии своего военно-морского флота […] означало, что Венеция могла регулярно вымогать экономические привилегии, как только захватчики вторгались в пределы империи, и парировать любые попытки византийцев ограничить коммерческую или военно-морскую деятельность венецианцевОригинальный текст (англ.)Byzantium’s lack of a navy [...] meant that Venice could regularly extort economic privileges, determine whether invaders [...] entered the Empire, and parry any Byzantine attempts to restrict Venetian commercial or naval activity
В столкновениях с норманнами в течение 1080-х единственной боеспособной военно-морской единицей византийцев была эскадра под командованием ветерана византийского флота Михаила Марекса. Вместе с венецианцами он первоначально превосходил норманнский флот, но в 1084 году у Корфу флот союзников был пойман врасплох норманнами и потерпел поражение.
Алексей I понимал важность наличия сильного флота и, несмотря на частые сухопутные войны, предпринял шаги, направленные на восстановление военно-морской мощи империи. Его усилия принесли определённые успехи в борьбе с попытками турецких эмиров, прежде всего Чака Бея, создать свои флоты в Эгейском море. Флот под командованием Иоанна Дуки впоследствии был использован для подавления восстания на Крите и Кипре. С помощью крестоносцев Алексей I смог освободить берега Западной Анатолии и расширить свои владения на востоке: в 1104 году византийская эскадра из 10 судов освободила Лаодикию и другие прибрежные города до самого Триполиса. Вступивший на престол в 1118 году Иоанн II Комнин (1118—1143) получил в наследство от своего отца небольшой боеспособный флот. Как и отец, Иоанн сосредоточился на сухопутных войнах и больше внимания уделял византийской армии, тем не менее флоту также уделялось достаточное внимание, и он поддерживался в боеспособном состоянии. Однако, когда в 1122 году Иоанн отказался продлить торговые привилегии для венецианцев, предоставленные его отцом, и венецианцы разграбили несколько византийских островов, византийский флот был не в состоянии противостоять им, и в 1125 году Иоанн был вынужден возобновить невыгодный для Византии договор. Очевидно, византийский флот в этот момент не был достаточно мощным, чтобы успешно противостоять Венеции, кроме того, ресурсы империи расходовались на другие неотложные дела. Вскоре после этого инцидента Иоанн II, действуя по совету своего министра финансов Иоанна Путца, сократил финансирование флота, перенаправив эти средства на сухопутные войска, перейдя к схеме оснащения судов на временной основе.

#### Морские экспедиции Мануила I
Военно-морской флот вновь стал важной силой при амбициозном императоре Мануиле I Комнине (1143—1180), который широко использовал его в качестве мощного инструмента внешней политики в отношениях с латинскими и мусульманскими государствами Восточного Средиземноморья. В первые годы его царствования византийские военно-морские силы были ещё слабы: в 1147 году флоту Роджера II Сицилийского под командованием Георгия Антиохийского удалось захватить Корфу, обогнуть Пелопоннес, разорить Афины, Фивы и Коринф, почти не встретив сопротивления со стороны византийцев. В 1149 году, заручившись поддержкой венецианцев, византийская армия при поддержке большого флота (около 500 боевых кораблей и 1000 транспортов) смогла вернуть Корфу. Летом того же 1149 года флот Георгия Антиохийского из 40 кораблей совершил пиратский набег через Дарданеллы до стен Константинополя. Греческие хронисты сообщают о том, что сицилийцы разорили несколько вилл в окрестностях столицы и выпустили стрелы в сторону императорского дворца, после чего удалились. На обратном пути, однако, флот норманнов был атакован и уничтожен византийским или венецианским флотом.
В 1155 году византийская эскадра из 10 кораблей под командованием Константина Ангела и при поддержке норманнского мятежника Роберта III Лорителльского прибыла в Анкону, положив начало последней византийской попытке вернуть себе Южную Италию. Однако Константин действовал неосторожно и скоро оказался в плену у норманнов. Несмотря на последующие успехи византийских войск под командованием Михаила Палеолога и Иоанна Дуки и прибытие подкреплений под командованием великого дуки Алексея Комнина Вриенния, экспедиция в конце концов в 1156 году потерпела поражение, а Иоанн Дука, Алексей Комнин и 4 византийских корабля были захвачены в плен. Новая экспедиция под командованием Алексея Аксуха в 1157 году не принесла успеха.
К 1169 году усилия Мануила, очевидно, принесли свои плоды, так как большой и сугубо византийский флот в составе примерно 150 галер, 20 крупных транспортов и 60 кавалерийских транспортов под командованием великого дуки Андроника Контостефана участвовал в набеге на Египет в союзе с правителем Иерусалимского королевства крестоносцев. Набег, однако, провалился, и византийцы потеряли половину флота на обратном пути во время шторма.
После ареста по всей империи венецианцев и конфискации их товаров 12 марта 1171 года византийский флот был достаточно силён, чтобы противостоять прямому нападению венецианцев. Венецианский флот вторгся в Эгейское море и захватил Хиос. Мануил послал против них флот из 150 судов под командованием Контостефаноса, который, используя выматывающую тактику, вынудил ослабленных болезнями венецианцев отступить и начал их преследование. Это был поразительный успех по сравнению с унижением 1125 года. В 1177 году византийский флот из 70 галер и 80 вспомогательных судов, под командованием Контостефаноса направлявшийся в Египет, вернулся обратно, добравшись до Акко, после того, как граф Филипп Эльзаский и другие вельможи Иерусалимского королевства отказались от участия в кампании. Однако к концу правления Мануила напряжение от непрекращающихся войн на всех направлениях и реализации различных грандиозных проектов императора стало очевидно: историк Никита Хониат описывает рост пиратства в последние годы правления Мануила из-за перенаправления средств, предназначенных для поддержания флота, на другие нужды царской казны.

### Упадок

#### Династия Ангелов

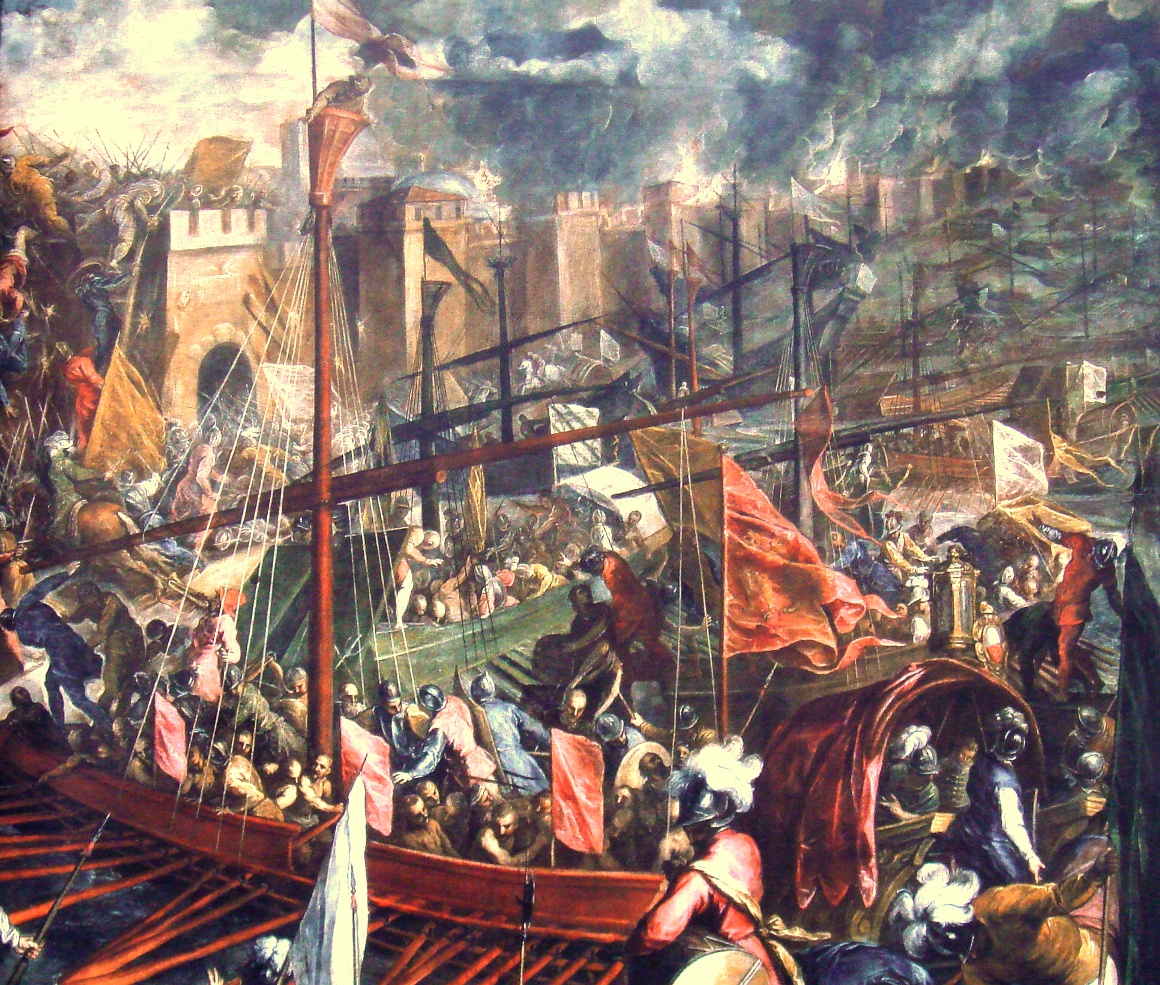
Падение Константинополя в ходе четвёртого крестового похода было триумфом католического Запада и в особенности венецианской морской державы над ослабевшей Византийской империей

После смерти Мануила I и окончания правления династии Комнинов в 1185 году флот быстро сократился. Поддержание в боеспособном состоянии галер и содержание опытных экипажей требовали больших средств. Пренебрежение к флоту привело к его быстрому упадку. Уже в 1182 году византийцы должны были платить венецианским наёмникам, беря их в экипажи некоторых из своих галер. В то же время в 1180-х, по всей видимости, основная часть созданной Комнинами военно-морской мощи сохраняется, экспедиции из 70—100 судов всё ещё описываются в источниках.
Так, император Андроник I (1183—1185) все ещё смог собрать 100 военных кораблей в 1185 году, чтобы нанести поражение норманнскому флоту в Мраморном море. Однако уже в последовавший мирный договор было включено положение, согласно которому Сицилия обязана была предоставлять флот для империи. Наряду с аналогичным соглашением, заключённым Исааком II Ангелом (1185—1195 и 1203—1204) с Венецией в следующем году, по которому республика должна была при уведомлении за шесть месяцев предоставлять Византии от 40 до 100 галер в обмен на торговые привилегии, это свидетельствует о том, что византийское правительство понимало низкий уровень боеспособности своих военно-морских сил. В 1186 году Исаак II смог послать 80 галер для освобождения своего брата Алексея III (1195—1203), находившегося в плену в Акко. Однако флот был уничтожен вблизи Кипра норманнским флотом под командованием Маргарита Бриндзийского. Позднее в том же году ещё один византийский флот из 70 судов был послан Исааком II освободить Кипр из-под власти Исаака Комнина, но также был разбит Маргаритом.
Упадок в византийском флоте усилился во 1190-х. Согласно Хониату, великий дука Михаил Стрифн продал оснастку военных кораблей, присвоив деньги, так что к 1196 году у византийцев имелось всего лишь 30 боеспособных галер. В результате византийцы были беспомощны, когда генуэзцы, пизанцы и венецианцы в конце 1190-х свободно передвигались по Эгейскому морю, осуществляя набеги на территорию Византии и навязывая ей свои условия. В это время византийцы были вынуждены полагаться на нанятых западных каперов, чтобы противостоять итальянцам. В 1203 году, когда Четвёртый крестовый поход добрался до стен Константинополя, у византийцев имелось лишь 20 гнилых кораблей, из которых в ходе осады они смогли использовать лишь 17, да и то лишь в качестве брандеров и без особого успеха.

#### Никейская эпоха и эпоха Палеологов

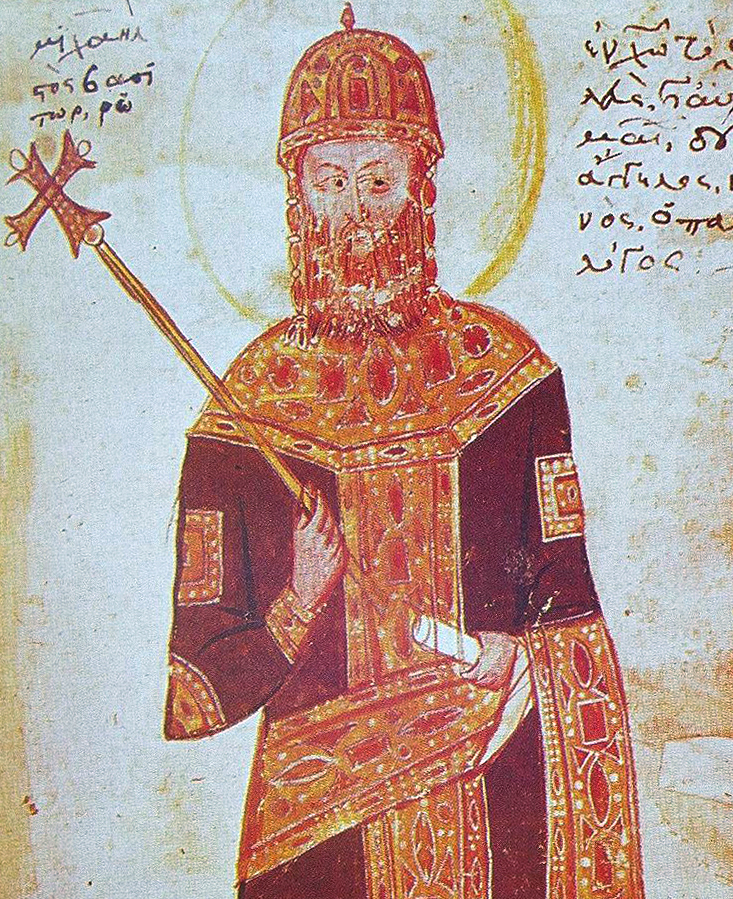
Император Михаил VIII Палеолог. Он восстановил Византийскую империю, освободив Константинополь, и сделал возможным последний расцвет Византии в качестве мощной морской державы

В результате Четвёртого крестового похода Византийская империя была разделена между крестоносцами. В то же время на обломках империи появились три греческих государства, претендовавших на статус преемника Византии, правители которых оспаривали титул византийского императора. Деспотат Эпир не имел флота, Трапезундская империя имела незначительный флот, который в основном использовался для патрулирования и перевозки войск, и только Никейская империя, изначально придерживавшаяся политики консолидации, имела более-менее мощный флот, который использовала для береговой обороны. Во время правления Иоанна III Ватаца (1222—1254) Никейская империя проводила энергичную внешнюю политику и в 1225 году смогла освободить острова Лесбос, Хиос, Самос и Икария. Однако никейский флот не мог на равных соперничать с венецианским флотом: во время блокады Константинополя в 1235 году он потерпел поражение от гораздо меньшего венецианского. Вторая попытка освобождения Константинополя в 1241 году также закончилась поражением. Усилия никейцев, в течение 1230-х годов направленные на поддержку восстания греков на Крите против Венеции, были лишь частично успешными — в 1236 году последние никейские войска были вынуждены покинуть остров. Осознавая слабость своего военно-морского флота, в марте 1261 года император Михаил VIII Палеолог (1259—1282) заключил Нимфейский договор с генуэзцами, обеспечив их помощь против Венеции на море в обмен на торговые привилегии.
Спустя несколько месяцев после освобождения Константинополя император Михаил VIII сосредоточил своё внимание на создании собственного флота. В начале 1260-х византийский флот был ещё слаб и в значительной степени зависел от генуэзской помощи. Тем не менее, союзники не смогли противостоять Венеции в прямой конфронтации, о чём свидетельствует поражение союзного византийско-генуэзского флота из 48 судов от намного более меньшего венецианского флота в 1263 году. К 1270 году Михаил, воспользовавшись начавшейся венецианско-генуэзской войной, смог создать сильный флот, состоявший из 80 судов преимущественно католических пиратов, плававших под имперским флагом. В том же году флот из 24 галер осадил город Ореи в Негропонте (Эвбея) и победил католический флот из 20 галер. Это была первая успешная операция самостоятельного византийского флота, положившая начало организованной военно-морской кампании в Эгейском море, которая продолжалась в течение всех 1270-х и привела к возвращению, хотя и ненадолго, многих островов, захваченных католиками.

Подъём продолжался недолго. После смерти Карла Анжуйского в 1285 году и ликвидации угрозы вторжения из Италии Андроник II Палеолог (1282—1328), преемник Михаила, предположил в 1291 году, что, опираясь на военно-морские силы союзников-генуэзцев, он смог бы обойтись и без требующего крупных затрат собственного флота. Он расформировал византийский флот, а вместо него нанял 50—60 генуэзских галер. Сокращение военных расходов при Андронике было распространено и на армию. Это вызвало значительное сопротивление и критику со стороны его современников. Результаты подобной политики не заставили себя ждать: за время долгого правления Андроника турки постепенно овладели эгейским побережьем Анатолии, и Византия ничего не смогла противопоставить им. В 1296 и 1297 годах венецианский флот напал на Константинополь и разграбил его пригороды. Историк Никифор Григора прокомментировал эти события: 
Если бы они [византийцы] по-прежнему обладали флотом, латиняне никогда бы не вели себя так самонадеянно по отношению к ним, и турки никогда бы не заимели глаза на песках побережья [Эгейского] моря…
После 1305 года император запоздало попытался восстановить военно-морской флот путём строительства 20 судов, но эти усилия быстро сошли на нет. Его внук и наследник Андроник III Палеолог (1328—1341) также активно пытался восстановить силы флота и лично руководил им во время экспедиций против латинских владений в Эгейском море, но его усилия были недостаточны, чтобы переломить общую деградацию. После его правления самое большое количество военных кораблей, когда-либо упоминавшихся в византийском флоте, редко превышало десять, хотя, учитывая мобилизацию купеческих судов, Византия всё ещё могла собрать флот в 100—200 кораблей.
Военно-морской флот принимал активное участие в гражданской войне 1341—1347 годов, в которой его командир, великий дука Алексей Апокавк, сыграл заметную роль. После окончания гражданской войны император Иоанн VI Кантакузин (1347—1354) попытался восстановить военно-морской и торговый флоты с целью сократить зависимость империи от генуэзской колонии в Галате и обеспечить контроль над Дарданеллами против прохождения его турками. С этой целью он заручился помощью венецианцев, но в марте 1349 года его недавно построенный флот из 9 крупных и около 100 небольших судов попал в шторм у южного берега Константинополя. Неопытные экипажи запаниковали, и корабли были потоплены или захвачены в плен генуэзцами. В 1351 году Кантакузин смог выделить только 14 кораблей для участия в войне Венеции и Арагона против Генуи. В результате византийский флот вскоре был разбит, и Кантакузин был вынужден подписать мир на неблагоприятных условиях.
Кантакузин был последним императором, который имел возможность попытаться восстановить флот перед тем, как в империи, ослабленной гражданскими войнами и территориальными потерями, наступил окончательный упадок. В своей брошюре, написанной в 1418 году для деспота Феодора Палеолога, философ Георгий Плифон отговаривает его от содержания военно-морского флота на том основании, что ресурсов будет не хватать для одновременного адекватного финансирования эффективного флота и армии. Во время непродолжительной узурпации власти Иоанном VII в 1390 году Мануилу II (1391—1425) удалось собрать только 5 галер и 4 мелких судна (включая несколько с захваченного рыцарями Родоса), чтобы освободить Константинополь и спасти своего отца Иоанна V. Шесть лет спустя Мануил обещал вооружить 10 кораблей, чтобы помочь крестоносцам у Никополя. Двадцать лет спустя он лично командовал флотилией из 4 галер и 2 транспортов, перевозивших пехоту и конницу, и спас остров Тасос от нападения. Кроме того, в 1421 году 10 византийских кораблей участвовали в войне претендента на османский престол Мустафы против султана Мурада II.
Последняя известная победа византийского флота произошла в 1427 году в битве у островов Эхинад, когда император Иоанн VIII Палеолог (1425—1448) победил флот под командованием Карло I Токко, графа Кефалонии и деспота Эпира, заставив его отказаться от всех своих владений в Морее в пользу византийцев. Последнее известие о византийском флоте приходится на османскую осаду 1453 года, когда корабли союзных византийского, венецианского и генуэзского флотов (различное число, согласно разным источникам, в пределах от 10 до 39 судов) защищали Константинополь от флота Османской империи. В ходе осады, 20 апреля 1453 года, состоялся последний морской бой в истории Византии, когда три генуэзские галеры, сопровождавшие византийские транспорты, пробились через огромный османский флот, блокировавший Золотой Рог. Битва окончилась византийской победой. Турки потеряли около ста человек убитыми и более трёхсот ранеными; у византийцев погибло 23 человека, и почти половина всех участвовавших в сражении моряков получила ранения.

## Организация

### Ранний период. IV век — начало VII века
Имеется мало сведений об организации римского флота со времени постепенного распада крупных провинциальных флотилий на более мелкие эскадры в III веке до формирования нового военно-морского флота с началом мусульманского завоевания. Несмотря на признаки значительной военно-морской деятельности в этот период, раньше учёные полагали, что римский флот едва не исчез в IV веке, но более поздние работы изменили это представление. Считается, что флот состоял в основном из речных и прибрежных сил, предназначенных для тесного взаимодействия с сухопутными.
При императоре Диоклетиане (284—305) численность личного состава военно-морского флота возросла с 46 000 до 64 000 моряков, что является рекордом для позднего римского флота. Дунайский флот (Classis Histrica) с сопутствующими ему флотилиями легионеров по-прежнему был хорошо представлен в Notitia Dignitatum, а рост его активности описал Вегеций. На Западе упоминаются несколько речных флотов, но постоянно действующий старый преторианский флот практически исчез, и даже оставшиеся западные провинциальные флоты были серьёзно недоукомплектованы и неспособны противодействовать любому более-менее значительному нападению варваров. На Востоке сирийский и александрийский флоты, как известно из достоверных источников, все ещё существовали около 400 года, в то время как флот, размещённый в самом Константинополе, скорее всего, был создан из остатков преторианского флота. Его размер, однако, неизвестен, и он не упоминается в Notitia.
Для операций на Средиземном море на протяжении V века флоты собирались на временной основе, а после окончания боевых действий распускались. Первый постоянный византийский флот может быть прослежен с начала VI века, когда во время восстания Виталиана в 513—515 годах император Анастасий I создал флот для борьбы с мятежниками. Этот флот был сохранён, а при Юстиниане I и его преемниках он был развит в мощные военно-морские силы. Однако из-за отсутствия какой-либо серьёзной военно-морской угрозы флот конца VI века был относительно небольшим, с несколькими маленькими флотилиями на Дунае и двумя основными флотами, базировавшимися в Равенне и Константинополе. Дополнительные флотилии размещались в крупных морских и коммерческих центрах империи: в Александрии, обеспечивая сопровождение поставок зерна в Константинополь, и в Карфагене, для контроля западного Средиземноморья. Юстиниан, кроме того, разместил войска и корабли в более отдалённых форпостах империи, в Септуме (Сеута), Херсонесе в Крыму и в Айле (Эйлат) в заливе Акаба. Давние морские традиции и развитая инфраструктура в этих районах упростили поддержание флота, а при сборах морской экспедиции состав флота мог быть быстро пополнен внушительным числом торговых судов.

### Средний период. Конец VII века — 1070-е годы

#### Морские фемы

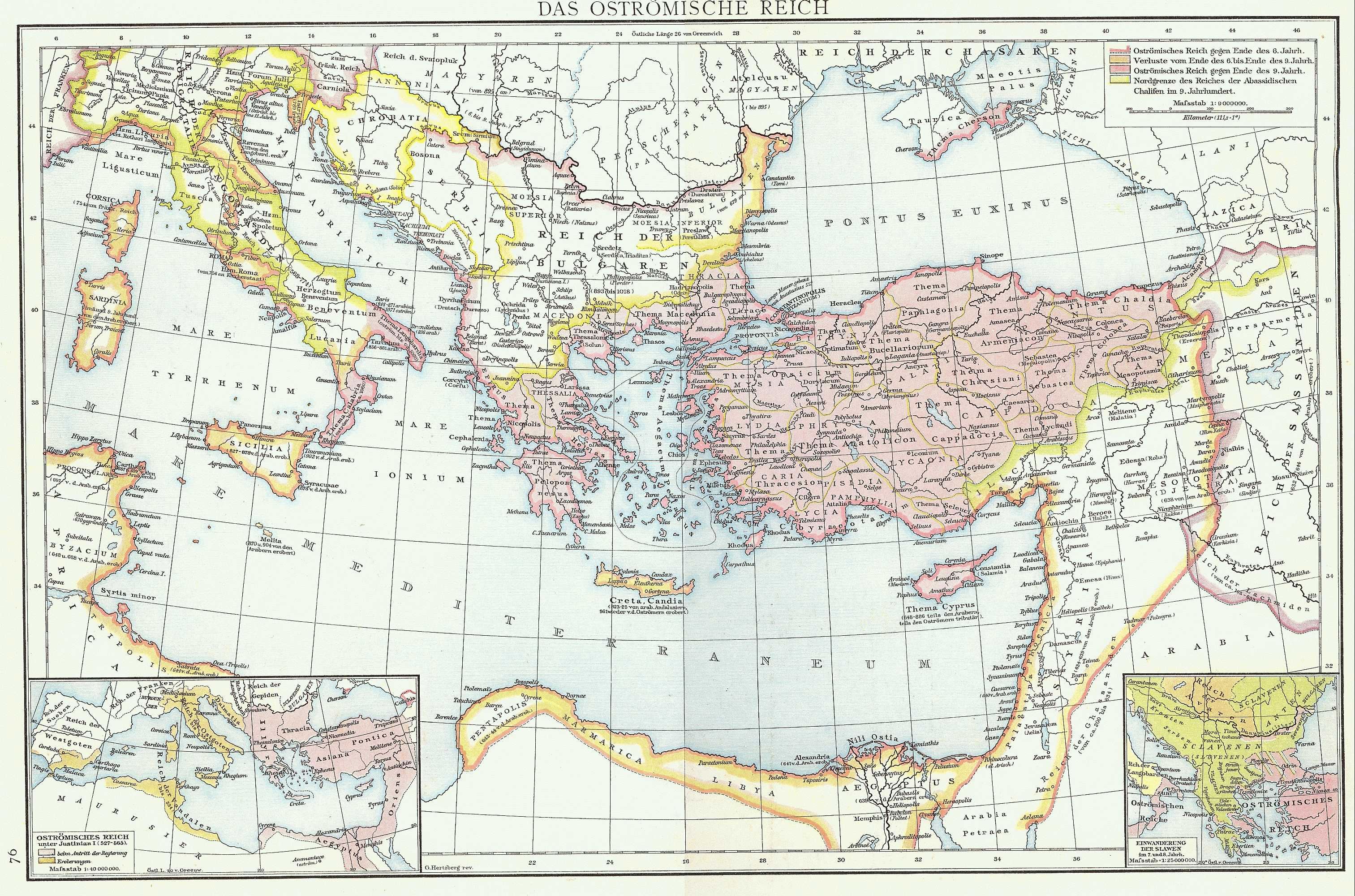
Византийская империя между VI и концом IX веков, в том числе фемы, существовавшие около 900 года. Разрозненные и изолированные имперские владения в Средиземноморье были защищены византийским флотом

В ответ на начавшиеся в VII веке арабские завоевания была реформирована вся административная и военная система империи и установлена система фем. В соответствии с ней, империя была разделена на несколько фем, во главе которых стояла местная гражданская и военная администрация. Под командованием стратига каждая фема имела свои собственные региональные вооружённые силы. После серии восстаний фемских армий при Константине V большое число ранних фем было упразднено, в то время как была создана центральная имперская армия, тагма, дислоцировавшаяся вблизи Константинополя и выступавшая в качестве ядра византийских вооружённых сил.
Аналогичные процессы происходили и на флоте. Во второй половине VII века появился флот карависиан (греч. Καραβισιάνοι). Точная дата его создания неизвестна. Предположительно, это произошло в 650—660 годах после битвы при Финике или после первой арабской осады Константинополя в 672—678 годах. Возможно, он был создан из остатков старых quaestura exercitus или иллирийской армии. Его возглавлял стратиг (стратиг карависиан, командующий кораблями), и он включал в себя южное побережье Малой Азии от Милета до Селевкии на границе с халифатом в Киликии, острова Эгейского моря и византийские владения в южной Греции. Его штаб-квартира изначально, скорее всего, располагалась в Самосе. Кроме того, имелся отряд под командованием друнгария в Памфилии. Этот флот представлял собой главную военно-морскую силу империи в борьбе против арабских пиратов Египта и Сирии.
Карависиане, однако, оказались недостаточными и были заменены в начале VIII века на более сложную систему, состоящую из трёх элементов, которые с незначительными изменениями просуществовали до XI века: центральный имперский флот, базировавшийся в Константинополе, небольшое количество крупных региональных морских команд — либо морских фем, либо независимых команд, называемых друнгариями (drungariates), — и большое число местных эскадр, которые чаще всего выполняли чисто оборонительные и полицейские задачи в интересах губернаторов провинций. В отличие от римского флота, где провинциальные флоты явно численно уступали центральному флоту и включали в себя только лёгкие суда, византийские региональные флоты, вероятно, представляли мощную военно-морскую силу сами по себе.
Военно-морской флот столицы сыграл центральную роль в отражении арабской осады Константинополя, но неясно, существовал ли императорский флот (βασιλικόν πλόιμον, basilikon ploïmon) в качестве отдельной военно-морской единицы в VII—VIII веках. Должность его руководителя, droungarios tou ploïmou, впервые упоминается в тактиконе Успенского в 842—843 годах. Кроме того, отсутствуют какие-либо упоминания о существовании крупного флота в Константинополе в течение VIII века. В связи с этим Элен Арвелер считает датой его создания начало IX века. С этого времени императорский флот представляет собой основной резерв и составляет ядро при различных морских экспедициях византийцев.
Первой и долгое время единственной морской фемой (θέμα ναυτικόν, Thema nautikon) была фема Кивирреот. Она была создана на основе флота карависиан и предназначалась для управления и обороны южного побережья Малой Азии. Точная дата её создания остаётся неясной. По одной из точек зрения, это произошло около 719 года, по другой — около 727 года. Её стратиг, впервые упоминаемый в 734 году, базировался в Анталье. Ему подчинялся катепан мардаитов, ek prosōpou (представитель) в Силлионе и друнгарии (droungarioi) в Анталии и Косе. Располагаясь ближе всего к арабскому Леванту, эта фема являлась основой военно-морского флота византийцев на протяжении нескольких веков, пока существовала арабская морская угроза. Последний раз её флот упоминается в 1043 году. С этого момента она представляет собой чисто гражданскую провинцию.
Кроме Кивирреот, были созданы две отдельные морские флотилии в Эгейском море, каждую из которых возглавлял друнгарий (droungarios): Aigaio Pelagos («Эгейское море»), отвечавшая за северную часть Эгейского моря, Дарданеллы и Мраморное море, и флотилия, в разное время известная как Dodekanesos («Двенадцать островов») и Kolpos («Залив»), которая базировалась на Самосе и отвечала за южную часть Эгейского моря, включая Киклады. В отличие от других друнгариев эти военачальники были полностью независимыми и осуществляли как гражданскую, так и военную власть на вверенной им территории. В конце концов эти территории были повышены в статусе до морской фемы. Около 843 года была образована фема Эгейского моря, а в конце IX века из восточной части Dodekanesos/Kolpos drungariate формируется фема Самос со столицей в Смирне, включившая в себя Ионическое побережье.
Некоторые «сухопутные» фемы также имели значительные эскадры, как правило, под командованием турмархов (в «Тактиконе» Успенского упоминаются под общим названием tourmarchai tōn ploimatōn). Они представляли собой нечто среднее между большими фемскими флотами и центральным императорским флотом: они состояли из постоянных эскадр с профессиональными экипажами (taxatoi); содержались за счёт средств из императорской казны, а не провинции, в которой они были размещены, но при этом подчинялись местным фемским стратигам (stratēgos); отвечали в основном за местную оборону и несли полицейские функции. К ним относились:
- Фема Эллада (θέμα Ἑλλάδος, Thema Hellados), основанная около 686—689 годов Юстинианом II, располагалась в южной Греции со столицей в Коринфе. Юстиниан поселил тут 6500 мардатес, из которых набирались гребцы и гарнизонные войска[217]. Несмотря на то, что являлась «сухопутной фемой», имела свой флот. В 809 году она была разделена на фему Пелопоннес и новую фему Эллада, располагавшуюся в Центральной Греции и Фессалии, которая также имела небольшой флот[205][218].
- Фема Сицилия (θέμα Σικελίας, Thema Sikelias) располагалась на Сицилии и в византийских владениях в юго-западной Италии (Калабрии). Представляла собой основную византийскую военно-морскую силу на Западе. В конце IX века её значение сильно снизилось. Прекратила существование после окончательной потери Таормины в 902 году[98]. Отдельные турмархи (tourmarchai) были для собственно Сицилии и Калабрии[219].
- Фема Кефалления (θέμα Κεφαλληνίας, Thema Kephallēnias), находившаяся на Ионических островах, была создана во второй половине VIII века для защиты итало-византийских морских коммуникаций и Ионического моря от арабских набегов. В 870-х годах в её состав были включены новые византийские владения в Апулии. Примерно в 910 году они были выделены в отдельную фему (как и Лонгобардия)[220].
- Фема Пафлагонии и фема Халдия были выделены из фемы Армениак в 819 году императором Львом V с предоставлением им собственных военно-морских эскадр, скорее всего, для защиты от набегов русов[221].

Изолированные регионы, имевшие особое значение для контроля основных морских путей, управлялись архонтами, которые в отдельных случаях, возможно, командовали морскими отрядами. Известно, что архонты имелись на Хиосе, Мальте, в Эвбейском заливе и, возможно, в Вагенеции и Болгарии (которая отвечала за контроль над устьем Дуная). Они прекратили существование к концу IX века в результате либо арабских атак, либо включения в состав фем.

#### Кадры и размер
Так же, как с византийской армией, точный размер византийского флота и его подразделений остаётся предметом серьёзных споров в связи с двусмысленным характером первоисточников. Единственным исключением является подсчёт его численности в конце IX — начале X веков, для которых имеется более подробная разбивка, приуроченная к критской экспедиции 911 года. Имеющиеся данные говорят о том, что во время царствования Льва VI Мудрого численность военно-морского флота достигла 34 200 гребцов и более чем 8000 морских пехотинцев. Центральный императорский флот составляли около 19 600 гребцов и 4000 морских пехотинцев под командой друнгария plōimon basilikon. Эти четыре тысячи морских пехотинцев были профессиональными солдатами, впервые набранными при императоре Василии I в 870-х годах. Они были очень полезны для императорского флота, так как ранее отряды морской пехоты формировались из фемских и тагмских сухопутных отрядов, теперь же флот имел собственных пехотинцев, которые были более надёжны, лучше подготовлены и в любой момент доступны. Высокий статус морских пехотинцев показывает то, что они относились к императорской тагме и были организованы аналогично ей. Фемский эгейский флот насчитывал 2610 гребцов и 400 морских пехотинцев, кивирреотский флот составлял 5710 гребцов и 1000 морских пехотинцев, самосский флот — 3980 гребцов и 600 морских пехотинцев, и, наконец, фема Эллады насчитывала 2300 гребцов и 2000 морских пехотинцев.
Уоррен Тредголд оценивал количество гребцов в византийском флоте по годам следующим образом:
| Год                | 300    | 457    | 518    | 540    | 775    | 842    | 959    | 1025   | 1321 |
| ------------------ | ------ | ------ | ------ | ------ | ------ | ------ | ------ | ------ | ---- |
| Количество гребцов | 32 000 | 32 000 | 30 000 | 30 000 | 18 500 | 14 600 | 34 200 | 34 200 | 3080 |

Вопреки распространённому мнению, галерные рабы не использовались в качестве гребцов ни византийцами, ни арабами, так же как и их римскими и греческими предшественниками. На всём протяжении существования империи византийские экипажи состояли в основном из низших классов свободнорождённых мужчин, которые являлись профессиональными военными и несли военную службу (strateia) за плату или земельные наделы. В первой половине X века моряки и морские пехотинцы получали по 2—3 фунта (0,91—1,4 кг) золота за службу. Вместе с тем допускалось использование военнопленных и иностранцев. Кроме мардатов, составлявших значительную часть экипажей флота, существовала не вполне понятная группа, известная как Toulmatzoi (возможно, далматинцев), которые принимали участие в критской экспедиции, а также значительное число русов, которые получили право служить в византийской армии в результате серии договоров X века.
В своём труде «О церемониях» Константин Багрянородный сообщает состав флота во время экспедиций против Крита в 911 и 949 годах. Эти данные вызывают жаркие споры: так, число указанных судов всего императорского флота в 949 году можно расценить как 100, 150 или 250, в зависимости от интерпретации греческого текста. Точное значение термина усия (ούσία) также является предметом обсуждения: согласно традиционной точке зрения, это стандартный экипаж из 108 человек, и считается, что на борту одного корабля могло быть больше одной усии. В контексте «О церемониях», однако, он также может быть прочитан просто как подразделение или корабль. Число кораблей, равное 150, кажется более совместимым с размером флота, указанным в других источниках, и принято большинством учёных, хотя они и расходятся в оценках состава флота. Макрипулиас считает, что речь идёт о 8 памфилах (pamphyloi), 100 усиаках (ousiakoi) и 42 собственно дромонах (dromōnes), причём в число последних он в том числе включает два императорских корабля и десять кораблей эскадры Стенона. Что касается общей численности византийского флота в этот период, Уоррен Тредголд экстраполирует её примерно до 240 военных кораблей, включая силы военно-морских фем. Кроме того, он считает, что флот был увеличен до 307 кораблей для критской экспедиции 960—61 годов. Согласно Тредголду, последнее число, по всей вероятности, и представляет собой приблизительную силу всего византийского флота (в том числе и малых флотилий) в IX—X веках. Однако между 911 и 949 годами произошло значительное снижение числа судов и личного состава в фемских флотилиях. Из-за этого удельный вес фемских флотилий от общей численности всего флота снизился с трети до четверти. По всей видимости, это связано с увеличением числа более лёгких усиак вместо более тяжёлых дромонов, а также, отчасти, с финансовыми проблемами и проблемами с комплектованием личным составом. В конце концов эти тенденции привели к полному исчезновению провинциальных флотилий в конце XI века.

#### Иерархия
Несмотря на то, что военно-морские фемы были организованы так же, как и их сухопутные аналоги, существует некоторая путаница в византийских источниках для обозначения их иерархической структуры. Обычно термином, обозначающим аналог современного адмирала, был стратиг (stratēgos). Этот же термин использовался и для военачальников, командовавших сухопутными фемами. Под командой стратега находились два или три турмарха (tourmarchai) — по сути, вице-адмиралы. В свою очередь, им подчинялись несколько друнгариев (droungarioi), что соответствует современному контр-адмиралу. До середины IX века губернаторы Эгейской и Самосской фем также записывались как друнгарии, так как их флотилии были выделены из первоначального флота карависиан, но затем и они были повышены до звания стратегов. Командир императорской флотилии носил звание droungarios ту basilikou ploïmou (позже с приставкой megas, то есть «великий»). Этот титул встречается как в эпоху Комнинов, правда, лишь у командира императорской конвойной эскадры, так и в эпоху Палеологов, когда он упомянут в книге псевдо-Георгия Кодина «Об обязанностях и должностях константинопольского двора и церкви…». Должность заместителя называлась топотерет (topotērētēs), но из имеющихся источников его роль не ясна. Хотя некоторые из этих старших офицеров были профессиональными моряками, сделавшими карьеру из низов, большинство командиров флота представляли собой высокопоставленных придворных чиновников, которым подчинялись более опытные профессиональные моряки.
Поскольку адмиралы, кроме того, выполняли роль губернаторов своих фем, то в их распоряжении были протонотарии (Προτονοταριϊ, главный секретарь), которые возглавляли гражданскую администрацию фем. Далее во флотской иерархии шли: хартуларий (chartoularios), который возглавлял администрацию флота, протомадатор (prōtomandatōr), который выполнял функции начальника штаба, и некоторое число комесов (komētes), среди которых был и komēs tēs hetaireias, который возглавлял телохранителей (этерия, hetaireia) адмирала. Небольшими отрядами из трёх или пяти кораблей командовали комес или друнгарокомес (droungarokomēs), и капитан отдельного корабля назывался кентарх (kentarchos, «центурион»), хотя в источниках также встречаются и более архаичные термины, такие как наварх (nauarchos) или даже триерарх (triērarchos).
Каждый экипаж судна включал от одной до трёх усий (ούσία). Капитану подчинялись бандофор (bandophoros), который выполнял роль старпома, два кормчих, которые назывались протокарабы (prōtokaraboi, «глава корабля») или, более архаично, кибернеты (kybernētes), и прорей (prōreus), отвечавший за носовую часть судна. В действительности на каждом корабле их могло быть несколько человек каждого ранга, работавших посменно. Многие из них сделали успешную карьеру. Так, в трактате «Об управлении империей» имеются ссылки на главных гребцов (prōtelatai), которые стали протокарабами (prōtokaraboi) императорской галеры, а затем, предположительно, заняли ещё более высокие посты. Хорошим примером такой карьеры является император Роман I Лакапин. Кроме того, на борту имелись и другие специалисты, такие как двое гребцов с носовой части судна, а также сифонаторы (siphōnatores), в задачу которых входило обслуживание установок для греческого огня, и букинатор (boukinatōr, «трубач»), в задачу которого входила передача приказов гребцам (kōpēlatai или elatai). Так как отряды морской пехоты были организованы на основе регулярных армейских частей, то их организация соответствовала армейской.

### Поздний период. 1080-е годы — 1453 год

#### Реформы Комнинов
После упадка военно-морского флота в XI веке Алексей I Комнин начал его возрождение. Были ликвидированы фемские флоты, а их остатки объединены в единый имперский флот под командованием нового командующего — великого дуки. Первым великим дукой в 1092 году стал брат жены императора Иоанн Дука. Великий друнгарий флота после появления титула великий дука стал подчиняться ему и выполнять роль его заместителя. Великий дука, кроме того, становился губернатором южной Греции — старых морских фем Эллада и Пелопоннес, которые были разделены на округа (ории). При Иоанне II также и острова Эгейского моря стали ответственными за содержание, обеспечение и комплектование кораблей, и авторы того времени гордились, что экипажи большого флота в правление Мануила были укомплектованы «истинными ромеями», хотя в то же время наёмники также привлекались для комплектования союзных эскадр. Однако в ситуации, когда флот базировался исключительно в Константинополе, а фемские флоты не были воссозданы, были и свои недостатки — отдалённые районы, в частности побережье Греции, стали уязвимы для нападения.

#### Никейский флот
С упадком византийского флота в конце XII века империя стала больше опираться на флот Венеции и Генуи. После падения Константинополя в 1204 году источники, тем не менее, свидетельствуют о наличии довольно сильного флота уже при первом никейском императоре Феодоре I Ласкарисе, хотя конкретные данные о состоянии его флота отсутствуют. В 1239 году никейский флот насчитывал 30 судов. При Иоанне III и Феодоре II военно-морской флот имел два основных стратегических направления деятельности: Эгейское, где в задачи флота входили действия против греческих островов (главным образом Родоса), а также транспортировка и снабжение сухопутных войск для боевых действий на Балканах; и Мраморное моря, где целью никейцев было воспрепятствовать передвижениям кораблей Латинской империи по морю и устранить угрозу Константинополю. Смирна являлась основной базой для флота, действующего в Эгейском море, резервной базой выступала Стадия. Для операций в Мраморном море основной базой выступал город Холкос, рядом с Лампсаком, напротив полуострова Галлиполи. По всей видимости, у правителя Никейской империи имелись и каперские суда.

#### Флот Палеологов
Несмотря на все усилия, никейским императорам не удалось успешно оспорить венецианское господство на море, и они были вынуждены обратиться к помощи генуэзцев. Однако, после возвращения Константинополя в 1261 году, Михаил, столкнувшийся с проблемой набора кадров, приложил немало усилий для того, чтобы уменьшить эту зависимость и возродить императорский флот путём привлечения новых сил: газмулов (Γασμοῦλοι), имевших смешанное греко-латинское происхождение и живших в окрестностях столицы, и цаконов, или, как их по-другому называли, лаконцев (Λάκωνες), происхождение которых не вполне ясно, но считается, что они были выходцами из Лаконии. Они были использованы, прежде всего, в качестве морских пехотинцев и стали основой военной мощи возрождающегося византийского флота в 1260—70-е годы. Кроме того, известно также, что в отдельную категорию Михаил также выделил гребцов, называемых просаленты (Prosalentai или Prosēlontes). Все эти категории получили небольшие наделы земли и поселились в небольших колониях. Просаленты поселились на северном побережье Эгейского моря, а газмулы и цаконы главным образом вокруг Константинополя и во Фракии. Эти категории существовали, хоть и в меньшем числе, на протяжении всех последних веков империи. Так, последнее упоминание о просалентах относится к 1361 году, а о газмулах — к 1422 году. На протяжении всего периода правления Палеологов главной базой флота являлась гавань Контоскалион (Kontoskalion) в Константинополе, обустроенная и укреплённая Михаилом VIII. Среди провинциальных баз главенствующее значение имела Монемвасия в Пелопоннесе.
В то же время Михаил VIII и его преемники сохранили устоявшуюся практику привлечения на флот иностранных наёмников. Несмотря на недоверие к итальянским городам-государствам, союзы с которыми регулярно перезаключались, наёмники из них всё чаще использовались на флоте в последние века существования империи, получая в вознаграждение за свою службу феодальные владения в империи. Большинство из этих наёмников, такие как Иоанн Делькаво (владелец Анафи и Родоса), Андреа Мореско (преемник Делькаво на Родосе) и Бенедетто Дзаккария (владелец Фокеи), были выходцами из Генуи, главного союзника империи в этот период. При Михаиле VIII впервые иностранец, итальянский капер Ликарио, стал великим дукой и получил в качестве феодального владения Эвбею. С 1303 года в имперскую иерархию наёмниками Каталонской компании была введена ещё одна должность высокого ранга — amēralēs (ἀμηράλης или ἀμηραλῆς). В иерархии должность, по-видимому, шла после великого дуки и великого друнгария. Известно только два человека, носивших это звание в 1303—1305 годах.

## Корабли

### Дромон и его модификации
Основным кораблём византийского флота до XII века являлся дромон (δρόμων), который появился в результате эволюции римских бирем и либурн, составлявших основу древнеримского флота. Термин впервые упоминается в Равеннских папирусах в конце V века и употреблялся для обозначения определённого вида военных галер в VI веке. Термин дромон происходит от греческого корня δρομ-(άω) и дословно означил «бегун» или «гонщик». В VI веке такие авторы, как Прокопий, отмечали высокую скорость этих кораблей, хотя, по мнению А. Зорича, «дромон едва ли был быстрее аналогичных галер Восточного Средиземноморья». И добавляет: «считается, что вернуться к таким скромным кораблям византийцев заставило стремление к дешевизне и простоте обслуживания своего флота, которому в тот момент не было достойных противников». В течение последующих нескольких веков, в результате усиления военно-морского противостояния с арабами, появились более тяжёлые версии дромона с двумя и даже тремя рядами вёсел. В конце концов этот термин начал использоваться в общем смысле «корабль», наравне с другим византийским термином для больших кораблей — хеландион (др.-греч. χελάνδιον, от греческого слова «конь»), который впервые встречается в VIII веке.

#### Развитие и особенности
Появление и развитие средневековых военных кораблей до сих является предметом споров и догадок историков. До недавнего времени не были обнаружены останки вёсельных военных кораблей ни времён античности, ни эпохи раннего средневековья, и информация собиралась путём анализа письменных источников, примитивных изображений и по останкам нескольких торговых судов. Лишь в 2005—2006 годах во время археологических раскопок при строительстве туннеля Мармарай в Феодосийской гавани (современное Еникапе) были обнаружены останки более чем 36 византийских кораблей, датированных с VI по X век, в том числе четырёх лёгких галер типа galea.
Принято считать, что основными изменениями в конструкции кораблей, которые позволяют отличить ранние дромоны от либурн и знаменуют собой появление средиземноморской галеры, являются введение сплошной палубы (катастрома), отказ от таранов на носу в пользу надводного выступа и постепенное введение латинского паруса. Точные причины отказа от тарана (лат. rostrum, греч. ἔμβολος) остаются неясны. Иллюстрации, встречающиеся в «Ватиканском Вергилии», относящиеся к IV веку, могут хорошо продемонстрировать, что таран был заменён на стрелу ещё на поздних римских галерах. Одно из возможных объяснений этому заключается в том, что замена произошла из-за постепенного развития технологий строительства корпуса трирем. Использовавшееся ранее шиповое соединение не придавало корпусам достаточной прочности, и использование тарана против судов было достаточно эффективным. Пришедший ему на смену каркасный метод придавал корпусу бо́льшие прочность и гибкость и делал использование тарана против таких кораблей неэффективным. К началу VII века первоначальная функция таранов была забыта, и, судя по комментариям Исидора Севильского, они использовались для защиты от столкновений с подводными скалами. Что касается использования латинского паруса, то часть авторов в прошлом предполагали, что он был принесён в Средиземноморье арабами, которые, возможно, в свою очередь заимствовали его в Индии. Однако обнаруженные в последнее десятилетие новые изображения и письменные источники позволяют сделать вывод, что латинский парус появился в Леванте в конце греческого или в начале римского периода. Не только треугольные, но и четырёхугольные паруса использовались на протяжении веков (в основном на небольших судах) параллельно с квадратными парусами. На части кораблей флота вторжения Велисария в 533 году, по всей видимости, были установлены косые паруса, что говорит о том, что уже к тому времени треугольный парус стал стандартным для дромонов, наряду с традиционным квадратным парусом, использование которого постепенно снизилось в средневековье.
Дромон, который описывает Прокопий, представлял собой 50-вёсельный корабль с расположением по 25 вёсел по каждому борту. В отличие от древнегреческих кораблей, на которых для крепления вёсел использовались выносные опоры, в этом случае вёсла крепились непосредственно к корпусу судна. В более поздних биремах IX и X веков два ряда банок (elasiai) были разделены на корабле. Первый ряд располагался ниже палубы, в то время как второй ряд находился на палубе, и гребцы этого ряда в абордажных схватках должны были сражаться наравне с морскими пехотинцами. Макрипулиас предполагает, что дромон, рассчитанный на 120 гребцов, нёс 25 гребцов под палубой и 35 на палубе с каждой стороны. Общая длина таких кораблей была, вероятно, около 32 метров. Хотя большинство кораблей того времени были одномачтовыми (histos или katartion), однако большим биремам для того, чтобы эффективно маневрировать, вероятно, необходимы были, по крайней мере, две мачты с учётом того, что один треугольный парус для таких кораблей должен был достигать запредельных размеров. Корабль управлялся с помощью двух рулей, расположенных на корме (prymnē), где, кроме того, располагался навес (skēnē), который прикрывал капитанское место (krab(b)at(t)os). На носу (prōra) корабля располагался высокий бак (pseudopation), ниже которого находился сифон для применения греческого огня, хотя дополнительные сифоны могли быть установлены и в средней части корабля с обоих бортов. Вдоль бортов корабля имелось ограждение (kastellōma), на которое морские пехотинцы могли повесить свои щиты, обеспечивая защиту экипажу. Большие корабли, кроме того, имели также укреплённые деревянные надстройки по обе стороны между мачтами (xylokastra), наподобие тех, что имелись на древнеримских либурнах, которые позволяли вести стрельбу лучникам с высокой платформы. Расположенная на носу корабля стрела (peronion) была предназначена для удара по вёслам вражеских кораблей — разбивая их, она делала корабль противника беспомощным против греческого огня и абордажных атак.
Четыре галеры, обнаруженные при раскопках в Еникапе, датируются X—XI веками, имеют единую форму и конструкцию, что свидетельствует о централизованном судостроении. Они имеют длину около 30 метров и построены из чёрной сосны и восточного платана.

#### Типы кораблей

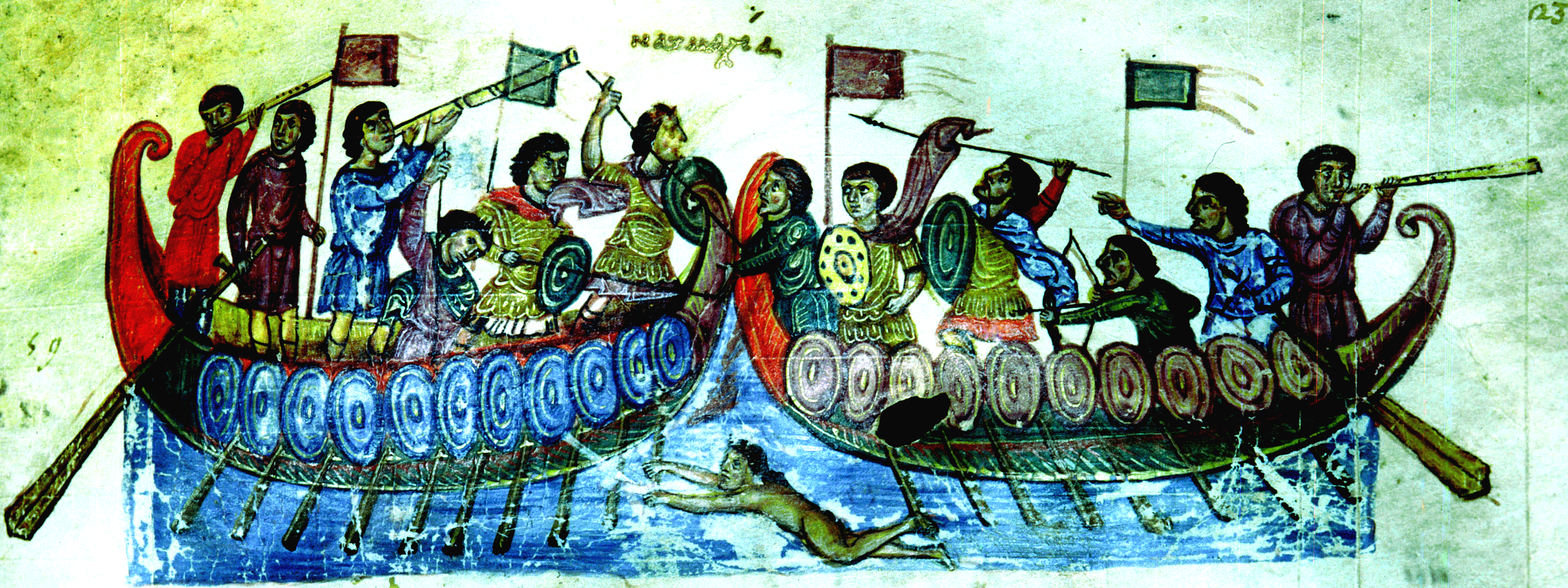
Изображение морского боя XIII века, скопированное с Кинегетики Оппиана

Судя по описаниям критских экспедиций 911 и 949 годов, в X веке существовало три основных класса бирем (кораблей с двумя рядами вёсел): [chelandion] ousiakon ([χελάνδιον] οὑσιακόν), названный так потому, что он был укомплектован усией (ούσία) из 108 человек; [chelandion] pamphylon ([χελάνδιον] πάμφυλον), с экипажем из около 120—160 человек, название которого либо подразумевает его происхождение как транспортного корабля из области Памфилия, либо представляет собой производное от словосочетания «отборная команда» (от πᾶν+φῦλον — «все племена»); и собственно дромон, с экипажем в две усии. В трактате «О церемониях» упоминается о тяжёлых дромонах с экипажами в 230 гребцов и 70 морских пехотинцев. Историк флота Джон Х. Прайор считал, что речь шла о внештатных экипажах, находящихся на борту, в то время как греческий учёный Христос Макрипулиас предполагает, что увеличение экипажа вызвано наличием второго гребца на каждом из вёсел верхнего ряда. Меньшие по размеру корабли с одним рядом вёсел, монеры (monērēs, μονήρης) или галеи (galea, γαλέα, от которой происходит термин «галера»), с экипажами из около 60 человек, использовались для разведывательных миссий и на флангах линии фронта. Предполагается, что галеи часто использовались мардаитами, а Христос Макрипулиас предполагает, что корабль использовался исключительно ими. Трёхъярусные («трирема») дромоны описаны в IX веке в работе, посвящённой паракимомену Василию Лекапену. В то же время этот трактат, сохранившийся только частично, описывает внешний вид и конструкцию классической триремы и поэтому должен использоваться с осторожностью при попытке применить эти данные к военным кораблям среднего византийского периода. Трёхъярусные суда, однако, описываются во флоте Фатимидов в XI—XII веках. Кроме того, упоминание Львом VI больших арабских кораблей в X веке также может указывать на наличие трёхъярусных кораблей.
Для транспортировки грузов византийцы, как правило, изымали обычные торговые суда и использовали их в качестве грузовых транспортных судов φορτηγοί (phortēgoi) или судов снабжения σκευοφόρα (skeuophora). По всей видимости, по большей части они являлись парусными, а не вёсельными кораблями. Византийцы и арабы также использовали специальные транспортные корабли для перевозки лошадей. Лев VI Мудрый или писавший от его имени Никифор Уран включают транспорты для лошадей, которые они называют νῆες ἱππαγωγοί (nēes hippagōgoi) или πλοῖα ἱππαγωγά (ploia hippagōga), в «вещевой обоз», τοῦλδος (touldos) или τοῦλδον (touldon) флота. Они представляли собой парусные суда или галеры, последние, естественно, были специально переделаны для размещения лошадей. Положение, что хеландионы первоначально представляли собой вёсельные транспортные суда для перевозки лошадей, подразумевает, что они имели конструктивные отличия от дромона. Несмотря на это, имеется путаница при использовании этих терминов в литературных источниках. В то время как дромон был разработан исключительно как военный корабль, хеландион имел специальный отсек для размещения лошадей в средней части судна. Кроме того, в византийских источниках упоминается сандал или сандалион (sandalos, σάνδαλος или sandalion, σανδάλιον) — лодка, которая тянулась бо́льшими кораблями. Этот вид лодок описан в De Ceremoniis как безмачтовый, с четырьмя вёслами и рулём.

### Западные проекты последних столетий
Точное время, когда дромоны были вытеснены ведшими своё начало от галей кораблями итальянского происхождения, неизвестно. Термин продолжал использоваться вплоть до конца XII века, хотя византийские писатели были неразборчивы при его использовании. Западные авторы того времени использовали термин для обозначения больших, как правило, транспортных кораблей, и есть свидетельства в пользу того, что подобное применение термина переняли и сами византийцы. Вильгельм Тирский в описании византийского флота в 1169 году упоминает дромоны как очень большие транспорты, а боевые корабли с двумя рядами вёсел описаны в отдельности от них, что может соответственно указывать на принятие византийцами на вооружение новых типов галер с двумя рядами вёсел. С XIII века вместо термина дромон постепенно стал употребляться термин катергон (греч. κατεργων), который изначально с конца XI века применялся для экипажей, которые дополнительно набирались из гражданского населения на военную службу. В период заката Византийской империи модели кораблей основывались на западных моделях: термин катергон использовался без разбора для обозначения как византийских, так и латинских кораблей, для обозначения транспортирующих кавалерию кораблей вместо слова «хеландион» (chelandion) стал употребляться пришедший с Запада термин тарида (taride), сам образованный от арабского ṭarrīda. Аналогичный процесс, судя по сохранившимся источникам, наблюдался и в Анжуйской Сицилии, где термин chelandre был заменён на taride, хотя на некоторое время оба ещё продолжали параллельно использоваться. Между ними не упоминаются конструктивные различия, и оба они используются как термины, относящиеся к судам для транспортировки кавалерии (usserii) и способные перевозить от 20 до 40 лошадей.
Галеры, построенные в итальянском стиле, оставались основой средиземноморского флота вплоть до конца XIII века, хотя опять же описания современников дают мало подробностей их конструкции. Примерно в это же время галеры повсеместно стали кораблями-триремами, то есть судами с тремя гребцами на одной банке, каждый из которых держал отдельное весло — так называемая система alla sensile. Кроме того, венецианцы разработали так называемую большую галеру, которая была способна нести больше грузов для торговли.
Мало что известно о византийских судах времён заката империи. В отчёте 1437 года священника Сильвестра Сиропула и греко-венецианского капитана Михаила Родосского о морском путешествии византийской делегации на Флорентийский собор отмечено, что, хотя большинство кораблей были венецианскими или папскими, император Иоанн VIII путешествовал на «имперском корабле». Тип корабля не указан, так же как неясно, был ли этот корабль византийским или был нанят. Однако указано, что этот корабль был быстрее, чем венецианские большие торговые галеры, сопровождавшие его, таким образом, возможно, речь шла о лёгкой военной галере. Михаил Родосский, кроме того, написал трактат о кораблестроении, который содержал информацию и иллюстрации о строительстве и конструкциях галер и парусных судов, использовавшихся венецианцами и другими морскими державами в регионе в первой половине XV века.

## Тактика и вооружение
Византийцы систематизировали и сохраняли опыт ведения войны на суше и на море с помощью разработанных ими военных уставов. Несмотря на иногда устаревшую терминологию, эти тексты составляют основу современных знаний о византийском военно-морском деле. Основными частями, посвящёнными ведению морского боя, которые сохранились до сих пор, являются главы (peri naumachias) Тактики Льва Мудрого и Никифора Урана (оба использовали Naumachiai VI века Сирианоса Магистроса и другие более ранние трактаты), которые дополняют отдельные части трактата «Об управлении империей» Константина Багрянородного, а также работы других византийских и арабских авторов.

### Военно-морская стратегия, логистика и тактика
Древние и средневековые флоты при проведении военно-морских операций были ограничены технологическими особенностями кораблей, которые составляли их основу. Так, галеры имели плохую устойчивость, особенно в открытом море, что часто приводило к катастрофическим последствиям. История имеет множество примеров, когда целые флоты, состоявшие из галер, были потоплены во время штормов (такие события, например, привели к поражению Рима в Первой пунической войне). Исходя из этого, военно-морские операции, как правило, проводились в довольно непродолжительный период — с середины весны до сентября. Крейсерская скорость галер была ограниченной даже при использовании парусов, равно как и их грузоподъёмность.
Так, например, такого важного фактора снабжения экипажа, как питьевая вода, требовалось до 8 литров в сутки на одного гребца, поэтому её наличие имело решающее оперативное значение, особенно вблизи берегов Восточного Средиземноморья. Меньшие по размерам дромоны, по оценкам, могли нести лишь четырёхдневный запас воды. По сути, это означало, что флот, который состоял из галер, был вынужден передвигаться лишь прибрежными маршрутами и должен был часто останавливаться для пополнения запасов и отдыха экипажей. Подтверждением этих фактов могут служить зарубежные экспедиции византийцев, начиная с экспедиции Велисария во время Вандальской войны. Именно по этим причинам Никифор Уран подчёркивал необходимость иметь в наличии «человека с точными знаниями и опытом на море […], который умеет поймать ветер и почувствовать землю. Такие люди должны знать как подводные скалы в море, так и мель, а также расположение портов и расстояния между ними. Они должны знать, где лучше пополнить запасы».
Ведение войны на море в средневековье имело целью захват прибрежных территорий и островов, а не завоевание «господства на море», как это является сегодня. Кроме того, после отказа от таранов, единственного смертоносного для судов средства, и до появления пороха и огнестрельного оружия морские сражения стали носить, по словам Джона Прайора, более непредсказуемый характер. Успех приносили слаженные действия и большая сноровка экипажей. Поэтому неудивительно, что как византийские, так и арабские уставы делали акцент на сохранении собственного флота путём манёвров, истощении противника, а также уделяли большое внимание развитой системе разведки, для чего часто использовались шпионы под видом купцов. Упор делался на достижение тактической внезапности и в то же время на предотвращение вероятности внезапного нападения противника. Рекомендовалось принимать бой лишь тогда, когда имелось полное преимущество в количестве сил и тактическом расположении. Значение также придавалось тактическим решениям: Лев VI, например, противопоставлял арабам с их тяжёлыми и медленными судами (koumbaria) малые и быстрые корабли (akatia, главным образом моноксилы) славян и русов.
После сбора разрозненных эскадр на укреплённых базах (аплектонах), расположенных вдоль побережья, во время боевого похода флот состоял из основной части, состоявшей из гребных кораблей, и обоза (touldon) из парусных судов и гребных транспортов, которые в случае боя направлялись в тыл. Боевой флот делился на эскадры; приказы передавались от судна к судну с помощью сигнальных флагов (kamelaukia) и фонарей.

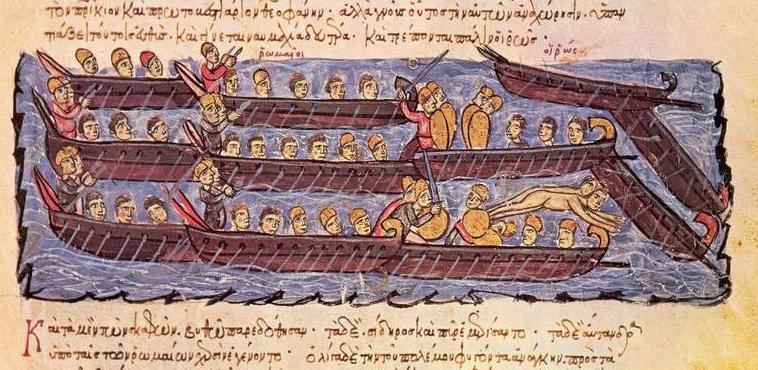
Византийский флот отражает нападение русов на Константинополь в 941 году. Византийские дромоны опрокидывают лодки русов и разбивают их вёслами со шпорами

Во время похода и собственно во время боя было крайне важно, чтобы суда располагались в строгом порядке: если эскадры флота находились неупорядоченно (или если противник заставал врасплох), суда не могли оказывать помощь друг другу, и такой флот, как правило, был обречён на поражение. Флоты, которым не удавалось выдерживать боевой порядок или которые не могли быстро перестроиться и по численности не соответствовали силам врага, обычно выходили из боя. Таким образом, тактические манёвры были нацелены на то, чтобы дезорганизовать противника, в том числе использовались различные военные хитрости, такие как выбивание судов через одно, применение фланговых манёвров, имитация отступления, а также скрытие резервов. Лев VI открыто высказывался против прямых столкновений, предпочитая использование хитрости. Он отдавал предпочтение построению в форме полумесяца с флагманом в центре и более тяжёлыми судами на «рогах» с целью предупреждения фланговых атак противника.
После достаточного сближения флотов начиналась перестрелка при помощи различных метательных снарядов — от стрел и копий до зажигательных снарядов. Цель этих действий заключалась не в том, чтобы потопить вражеские корабли, а в том, чтобы разрушить порядки экипажей перед рукопашной схваткой, которая решала исход боя.

### Вооружение

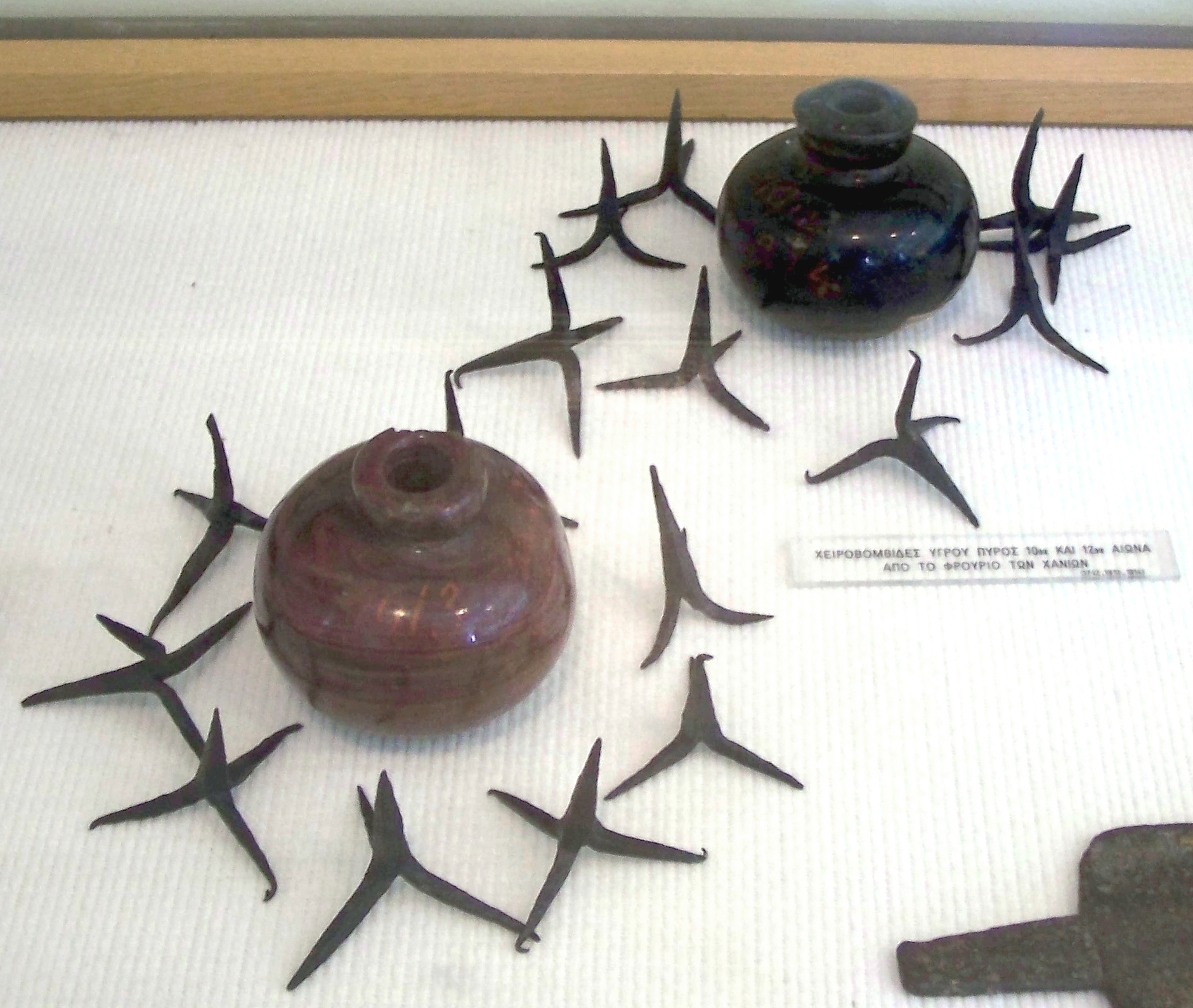
Гранаты с греческим огнём и триболы, датированные X и XII веками

В отличие от античных боевых кораблей, византийские и арабские суда не имели таранов, а основным средством поражения были зажигательные ракеты, а также греческий огонь. Несмотря на грозную репутацию последнего, он был эффективным лишь при определённых обстоятельствах, являясь малоэффективным средством против судов, оснащённых тараном.
Как и римские предшественники, византийские и арабские корабли были оснащены катапультами (mangana) и баллистами (toxoballistrai), с помощью которых метались камни, дротики, кувшины с греческим огнём или другими зажигательными смесями, триболы (triboloi) и даже контейнеры с известью для ослепления противника или, по словам императора Льва VI (что несколько неправдоподобно), сосуды со скорпионами или змеями. Катапульты, скорее всего, были небольшими, но имеются сведения, что самые мощные из них могли метать груз в 500 кг на расстояние до 1000 м.
Морские пехотинцы и гребцы верхней банки имели тяжёлую броню (Лев называл их катафракты). Они были вооружены оружием для ближнего боя, таким как копья и мечи. Зато другие моряки имели лёгкие доспехи (neurika) и были вооружены луками и арбалетами.
С XII века арбалет (др.-греч. τζᾶγγρα; tzangra) приобрёл огромное значение в средиземноморских битвах и оставлял за собой первенство до появления огнестрельного оружия. Пушки появились в конце XIV века, однако они редко использовались византийцами, обычно для защиты прибрежных фортов, например земляных стен Константинополя. В отличие от венецианцев и генуэзцев, нет никаких свидетельств относительно использования пушек на византийских судах.

### Греческий огонь

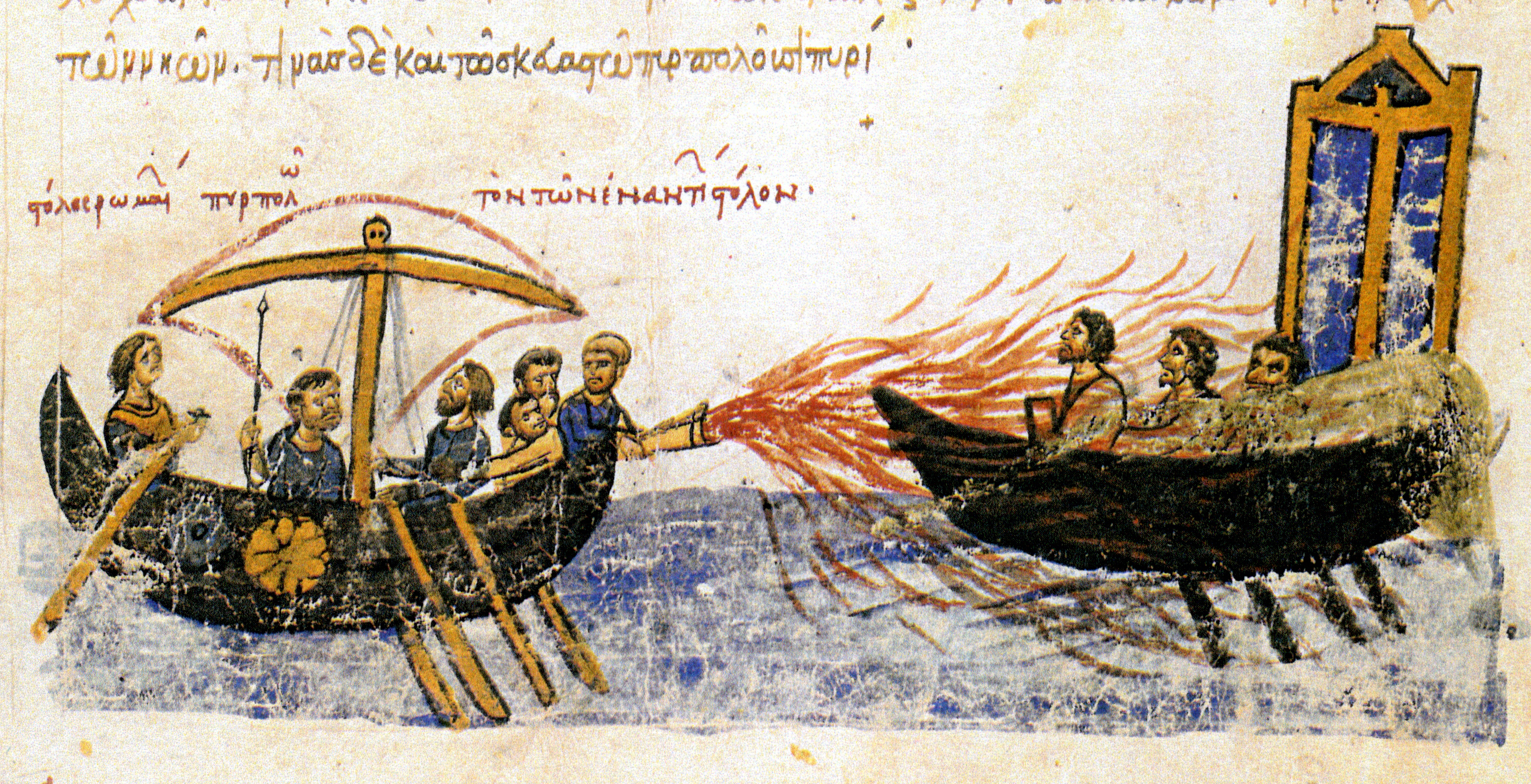
Использование греческого огня. Миниатюра Мадридского списка «Хроники» Иоанна Скилицы

Греческий огонь — название, данное европейцами зажигательной смеси, которую использовали византийцы. Сами византийцы использовали различные наименования, наиболее употребляемым был «жидкий огонь» (ὑγρόν πῦρ). Хотя начало использования химических зажигательных смесей византийцами связывают с началом VI столетия, фактически вещество, известное под названием греческого огня, было разработано в 673 году сирийским инженером по имени Каллиник.
Известным методом применения был разлив огненной смеси с помощью большой бронзовой трубы (siphōn) на вражеские корабли. Кроме того, могли применяться катапульты, краны (gerania). Обычно смесь хранилась в подогретом состоянии под давлением. Обслуживающий персонал защищался большими железными щитами. Также существовала портативная версия (cheirosiphōn), которую изобрёл, по мнению большинства исследователей, Лев VI и которая представляла собой аналог современных огнемётов. Рецепт изготовления греческого огня охранялся как государственная тайна, а о его компонентах можно лишь догадываться по данным вторичных источников разных авторов, таких как Анна Комнина, поэтому его точный состав до сих пор неизвестен. По своей сути греческий огонь должен быть несколько похожим на напалм. Источники утверждают, что греческий огонь невозможно было потушить водой, а только с помощью песка, прекратив доступ кислорода. Некоторые авторы предполагают, что смесь можно было потушить с помощью уксуса (вероятно, благодаря своего рода химической реакции). Как следствие, в качестве защиты от греческого огня использовался войлок, смоченный в уксусе.
Несмотря на несколько преувеличенные описания византийских авторов, греческий огонь не являлся «чудо-оружием», и его использование не смогло предотвратить некоторые серьёзные поражения. Учитывая ограниченную дальность действия, потребность в спокойном море и благоприятном направлении ветра, его применение было ограничено. Тем не менее, при благоприятных обстоятельствах и против неподготовленного противника он обладал большой разрушительной силой, а его психологическое воздействие могло оказаться решающим, как было неоднократно продемонстрировано при его применении в сражениях против славян. Греческий огонь упоминается и в XII веке, но византийцы не смогли использовать его против войск четвёртого крестового похода, возможно, потому, что потеряли доступ к районам (Кавказ и восточное побережье Чёрного моря), где добывались его основные ингредиенты.
Арабы применили свой «жидкий огонь» после 835 года, но неизвестно, использовали ли они византийские формулы, полученные в результате шпионажа или бегства к ним стратига Евфимия в 827 году, или же они самостоятельно разработали свою версию. В трактате XII века, написанном Марди бен Али аль-Тарсуси для Саладина, описывается версия греческого огня под названием нафт (от слова «нафта»), изготовленная на основе нефти с добавлением серы и различных смол.

## Роль флота в византийской истории
Оценить роль флота в истории византийской империи достаточно непросто. С одной стороны, империи, на протяжении всего периода своего существования, пришлось защищать длинную береговую линию. Кроме того, доставка морем всегда был самым быстрым и дешёвым способом транспорта, а крупные городские и коммерческие центры империи и большая часть её плодородных районов располагались рядом с морем. Одновременно с этим арабская угроза c VII по X века привела византийцев к необходимости содержать сильный флот. Византийский флот, пожалуй, сыграл наиболее важную роль в успешной защите Константинополя во время двух арабских осад города. На протяжении всего этого периода военно-морские операции были неотъемлемой частью арабо-византийского противостояния, продолжавшегося вплоть до конца X века.
В то же время, как и в Римской империи, византийский военно-морской флот, даже в период своего наивысшего расцвета, в значительной степени играл второстепенное значение по отношению к сухопутным войскам. Этот факт наглядно иллюстрируется относительно скромными позициями адмиралов в имперской иерархии.
Ясно, однако, что постепенное снижение византийской военно-морской мощи в X и XI веках, когда она начала уступать на море Венеции и Генуе, имело важное долгосрочное значение для судьбы империи. Успех четвёртого крестового похода, который разрушил основы византийского государства, был в значительной степени обусловлен абсолютной беззащитностью империи на море. Этот процесс был инициирован самой Византией в IX веке, когда итальянцы стали всё чаще использоваться византийцами, чтобы компенсировать свою слабость на западе во время противостояния с арабами на востоке. Итальянские республики начали получать прибыль в качестве посредников в торговле между империей и Западной Европой. Однако неизбежно итальянские республики постепенно сошли с византийской орбиты и начали проводить свою собственную политику, и с конца XI века они перешли от защиты империи к её эксплуатации, а иногда и прямому грабежу.
Отсутствие сильного флота остро ощущалось византийцами в это время. Сильные и энергичные императоры, такие как Мануил Комнин, а позже Михаил VIII Палеолог, пытались возродить византийскую военно-морскую мощь, но даже после нанесения успешных ударов против венецианцев они просто заменили их генуэзцами и пизанцами. Торговля, таким образом, осталась в латинских руках, прибыль от неё продолжала уходить из империи, и после смерти императоров их достижения быстро сходили на нет. После 1204 года, с кратким исключением в царствование Михаила VIII, судьба теперь уже небольшого византийского флота была тесно связана с непостоянными союзами с итальянскими морскими республиками.
Общий обзор истории византийского флота чётко отражает колебания сил Византийской империи.